# فهرست بخش‌های ایران
فهرست بخش‌های ایران بر اساس جمعیت: (بر اساس سرشماری سال ۱۳۸۵)
| رتبه در کشور | نام بخش                           | نام شهرستان       | نام استان           | جمعیت   | رتبه در شهرستان | رتبه در استان |
| ------------ | --------------------------------- | ----------------- | ------------------- | ------- | --------------- | ------------- |
| ۱            | بخش مرکزی شهرستان تهران           | تهران             | تهران               | ۷۷۹۶۴۳۱ | ۱               | ۱             |
| ۲            | بخش مرکزی شهرستان مشهد            | مشهد              | خراسان رضوی         | ۲۶۷۹۹۳۸ | ۱               | ۱             |
| ۳            | بخش مرکزی شهرستان اصفهان          | اصفهان            | اصفهان              | ۱۸۶۰۶۷۴ | ۱               | ۱             |
| ۴            | بخش مرکزی شهرستان شیراز           | شیراز             | فارس                | ۱۷۸۸۴۱۱ | ۱               | ۱             |
| ۵            | بخش مرکزی شهرستان تبریز           | تبریز             | آذربایجان شرقی      | ۱۵۲۱۲۳۹ | ۱               | ۱             |
| ۶            | بخش مرکزی شهرستان کرج             | کرج               | البرز               | ۱۴۴۲۸۴۲ | ۱               | ۱             |
| ۷            | بخش مرکزی شهرستان اهواز           | اهواز             | خوزستان             | ۱۱۸۷۳۴۰ | ۱               | ۱             |
| ۸            | بخش مرکزی شهرستان قم              | قم                | قم                  | ۹۸۸۴۶۲  | ۱               | ۱             |
| ۹            | بخش مرکزی شهرستان کرمانشاه        | کرمانشاه          | کرمانشاه            | ۸۸۸۹۹۰  | ۱               | ۱             |
| ۱۰           | بخش مرکزی شهرستان ارومیه          | ارومیه            | آذربایجان غربی      | ۷۰۲۳۷۶  | ۱               | ۱             |
| ۱۱           | بخش مرکزی شهرستان رشت             | رشت               | گیلان               | ۶۲۴۵۰۷  | ۱               | ۱             |
| ۱۲           | بخش مرکزی شهرستان زاهدان          | زاهدان            | سیستان و بلوچستان   | ۵۷۷۸۹۸  | ۱               | ۱             |
| ۱۳           | بخش مرکزی شهرستان کرمان           | کرمان             | کرمان               | ۵۶۰۲۳۶  | ۱               | ۱             |
| ۱۴           | بخش مرکزی شهرستان همدان           | همدان             | همدان               | ۵۲۱۷۵۸  | ۱               | ۱             |
| ۱۵           | بخش مرکزی شهرستان اراک            | اراک              | مرکزی               | ۵۱۷۲۳۹  | ۱               | ۱             |
| ۱۶           | بخش مرکزی شهرستان شهریار          | شهریار            | تهران               | ۵۱۶۰۲۲  | ۱               | ۲             |
| ۱۷           | بخش مرکزی شهرستان اردبیل          | اردبیل            | اردبیل              | ۵۰۲۱۸۶  | ۱               | ۱             |
| ۱۸           | بخش مرکزی شهرستان یزد             | یزد               | یزد                 | ۴۹۹۸۰۸  | ۱               | ۱             |
| ۱۹           | بخش مرکزی شهرستان قزوین           | قزوین             | قزوین               | ۴۶۹۳۶۷  | ۱               | ۱             |
| ۲۰           | بخش مرکزی شهرستان بندرعباس        | بندرعباس          | هرمزگان             | ۴۲۹۰۹۳  | ۱               | ۱             |
| ۲۱           | بخش مرکزی شهرستان خرم‌آباد         | خرم‌آباد           | لرستان              | ۴۱۷۵۵۶  | ۱               | ۱             |
| ۲۲           | بخش مرکزی شهرستان ساری            | ساری              | مازندران            | ۳۹۵۷۱۶  | ۱               | ۱             |
| ۲۳           | بخش مرکزی شهرستان زنجان           | زنجان             | زنجان               | ۳۹۵۱۴۹  | ۱               | ۱             |
| ۲۴           | بخش مرکزی شهرستان اسلامشهر        | اسلامشهر          | تهران               | ۳۹۴۱۵۱  | ۱               | ۳             |
| ۲۵           | بخش مرکزی شهرستان سنندج           | سنندج             | کردستان             | ۳۸۶۷۳۸  | ۱               | ۱             |
| ۲۶           | بخش مرکزی شهرستان گرگان           | گرگان             | گلستان              | ۳۴۵۸۱۳  | ۱               | ۱             |
| ۲۷           | بخش مرکزی شهرستان دزفول           | دزفول             | خوزستان             | ۳۲۱۲۴۴  | ۱               | ۲             |
| ۲۸           | بخش گلستان                        | رباط کریم         | تهران               | ۳۱۷۷۳۱  | ۱               | ۴             |
| ۲۹           | بخش مرکزی شهرستان ملارد           | ملارد             | تهران               | ۲۹۱۶۰۸  | ۱               | ۵             |
| ۳۰           | بخش مرکزی شهرستان بابل            | بابل              | مازندران            | ۲۸۷۰۰۶  | ۱               | ۲             |
| ۳۱           | بخش مرکزی شهرستان بروجرد          | بروجرد            | لرستان              | ۳۳۵۰۰۰  | ۱               | ۲             |
| ۳۲           | بخش مرکزی شهرستان خمینی‌شهر        | خمینی‌شهر          | اصفهان              | ۲۸۲۸۸۸  | ۱               | ۲             |
| ۳۳           | بخش مرکزی شهرستان قائم‌شهر         | قائم‌شهر           | مازندران            | ۲۷۵۸۰۷  | ۱               | ۳             |
| ۳۴           | بخش مرکزی شهرستان نیشابور         | نیشابور           | خراسان رضوی         | ۲۷۴۷۰۰  | ۱               | ۲             |
| ۳۵           | بخش مرکزی شهرستان کاشان           | کاشان             | اصفهان              | ۲۶۶۹۲۱  | ۱               | ۳             |
| ۳۶           | بخش مرکزی شهرستان گنبد کاووس      | گنبد کاووس        | گلستان              | ۲۶۱۴۹۲  | ۱               | ۲             |
| ۳۷           | بخش مرکزی شهرستان آمل             | آمل               | مازندران            | ۲۶۰۹۷۱  | ۱               | ۴             |
| ۳۸           | بخش مرکزی شهرستان خوی             | خوی               | آذربایجان غربی      | ۲۶۰۸۵۴  | ۱               | ۲             |
| ۳۹           | بخش مرکزی شهرستان نجف‌آباد         | نجف آباد          | اصفهان              | ۲۵۴۶۷۲  | ۱               | ۴             |
| ۴۰           | بخش مرکزی شهرستان آبادان          | آبادان            | خوزستان             | ۲۵۰۱۱۶  | ۱               | ۳             |
| ۴۱           | بخش مرکزی شهرستان بجنورد          | بجنورد            | خراسان شمالی        | ۲۳۸۶۳۲  | ۱               | ۱             |
| ۴۲           | بخش مرکزی شهرستان قدس             | قدس               | تهران               | ۲۳۷۰۷۷  | ۱               | ۶             |
| ۴۳           | بخش مرکزی شهرستان سبزوار          | سبزوار            | خراسان رضوی         | ۲۳۳۷۴۴  | ۱               | ۳             |
| ۴۴           | بخش مرکزی شهرستان ورامین          | ورامین            | تهران               | ۲۳۲۳۹۳  | ۱               | ۷             |
| ۴۵           | بخش مرکزی شهرستان سیرجان          | سیرجان            | کرمان               | ۲۲۶۰۷۳  | ۱               | ۲             |
| ۴۶           | بخش مرکزی شهرستان شهرکرد          | شهرکرد            | چهارمحال و بختیاری  | ۲۲۴۳۸۰  | ۱               | ۱             |
| ۴۷           | بخش مرکزی شهرستان ساوه            | ساوه              | مرکزی               | ۲۱۵۴۱۳  | ۱               | ۲             |
| ۴۸           | بخش مرکزی شهرستان قرچک            | قرچک              | تهران               | ۲۱۱۹۴۹  | ۲               | ۸             |
| ۴۹           | بخش مرکزی شهرستان رفسنجان         | رفسنجان           | کرمان               | ۲۱۱۴۹۵  | ۱               | ۳             |
| ۵۰           | بخش مرکزی شهرستان بوشهر           | بوشهر             | بوشهر               | ۲۰۷۸۹۱  | ۱               | ۱             |
| ۵۱           | بخش مرکزی شهرستان مراغه           | مراغه             | آذربایجان شرقی      | ۲۰۵۱۳۷  | ۱               | ۱             |
| ۵۲           | بخش مرکزی شهرستان پاکدشت          | پاکدشت            | تهران               | ۲۰۳۰۵۰  | ۱               | ۹             |
| ۵۳           | بخش مرکزی شهرستان مرند            | مرند              | آذربایجان شرقی      | ۲۰۱۷۴۷  | ۱               | ۳             |
| ۵۴           | بخش مرکزی شهرستان میاندوآب        | میاندوآب          | آذربایجان غربی      | ۱۹۷۷۹۱  | ۱               | ۳             |
| ۵۵           | بخش مرکزی شهرستان بیرجند          | بیرجند            | خراسان جنوبی        | ۱۹۶۸۳۴  | ۱               | ۱             |
| ۵۶           | بخش مرکزی شهرستان مرودشت          | مرودشت            | فارس                | ۱۹۵۴۵۰  | ۱               | ۲             |
| ۵۷           | بخش مرکزی شهرستان ملایر           | ملایر             | همدان               | ۱۹۲۶۰۳  | ۱               | ۲             |
| ۵۸           | بخش مرکزی شهرستان آباده           | آباده             | فارس                | ۸۹۴۹۰   | ۱               | ۳             |
| ۵۹           | بخش مرکزی شهرستان ایلام           | ایلام             | ایلام               | ۱۸۱۳۶۲  | ۱               | ۱             |
| ۶۰           | بخش مرکزی شهرستان بندر ماهشهر     | بندر ماهشهر       | خوزستان             | ۱۷۹۸۰۴  | ۱               | ۲             |
| ۶۱           | بخش مرکزی شهرستان مهاباد          | مهاباد            | آذربایجان غربی      | ۱۷۹۶۹۷  | ۱               | ۴             |
| ۶۲           | بخش مرکزی شهرستان لنجان           | لنجان (زرین شهر)  | اصفهان              | ۱۷۹۶۰۲  | ۱               | ۶             |
| ۶۳           | بخش مرکزی شهرستان بوکان           | بوکان             | آذربایجان غربی      | ۱۷۷۲۳۶  | ۱               | ۵             |
| ۶۴           | بخش مرکزی شهرستان بویراحمد        | بویراحمد          | کهگیلویه و بویراحمد | ۱۷۴۸۴۶  | ۱               | ۱             |
| ۶۵           | بخش مرکزی شهرستان میناب           | میناب             | هرمزگان             | ۱۷۰۴۱۹  | ۱               | ۲             |
| ۶۶           | بخش مرکزی شهرستان ایذه            | ایذه              | خوزستان             | ۱۶۹۷۶۵  | ۱               | ۵             |
| ۶۷           | بخش مرکزی شهرستان قوچان           | قوچان             | خراسان رضوی         | ۱۶۹۵۷۵  | ۱               | ۴             |
| ۶۸           | بخش بوستان                        | بهارستان          | تهران               | ۱۶۸۷۵۳  | ۲               | ۱۰            |
| ۶۹           | بخش مرکزی شهرستان سقز             | سقز               | کردستان             | ۱۶۳۹۹۹  | ۱               | ۲             |
| ۷۰           | بخش مرکزی شهرستان شوشتر           | شوشتر             | خوزستان             | ۱۶۱۷۱۴  | ۱               | ۳             |
| ۷۱           | بخش مرکزی شهرستان برخوار          | برخوار            | اصفهان              | ۱۶۰۹۰۳  | ۱               | ۵             |
| ۷۲           | بخش مرکزی شهرستان زابل            | زابل              | سیستان و بلوچستان   | ۱۶۰۲۹۵  | ۱               | ۱             |
| ۷۳           | بخش مرکزی شهرستان ایرانشهر        | ایرانشهر          | سیستان و بلوچستان   | ۱۵۱۰۳۸  | ۱               | ۳             |
| ۷۴           | بخش مرکزی شهرستان تربت حیدریه     | تربت حیدریه       | خراسان رضوی         | ۱۵۰۶۴۳  | ۱               | ۵             |
| ۷۵           | بخش مرکزی شهرستان سلماس           | سلماس             | آذربایجان غربی      | ۱۵۰۲۵۶  | ۱               | ۶             |
| ۷۶           | بخش مرکزی شهرستان خرمشهر          | خرمشهر            | خوزستان             | ۱۴۷۶۴۲  | ۱               | ۷             |
| ۷۷           | بخش مرکزی شهرستان بهشهر           | بهشهر             | مازندران            | ۱۴۴۳۳۲  | ۱               | ۵             |
| ۷۸           | بخش مرکزی شهرستان دورود           | دورود             | لرستان              | ۱۴۴۱۳۰  | ۱               | ۳             |
| ۷۹           | بخش مرکزی شهرستان جیرفت           | جیرفت             | کرمان               | ۱۴۳۵۹۰  | ۱               | ۴             |
| ۸۰           | بخش مرکزی شهرستان شاهرود          | شاهرود            | سمنان               | ۱۴۲۶۶۳  | ۱               | ۱             |
| ۸۱           | بخش مرکزی شهرستان شهرضا           | شهرضا             | اصفهان              | ۱۳۹۷۰۲  | ۱               | ۳             |
| ۸۲           | بخش مرکزی شهرستان شادگان          | شادگان            | خوزستان             | ۱۳۸۲۲۶  | ۱               | ۸             |
| ۸۳           | بخش مرکزی شهرستان داراب           | داراب             | فارس                | ۱۳۷۶۷۷  | ۱               | ۳             |
| ۸۴           | بخش مرکزی شهرستان سمنان           | سمنان             | سمنان               | ۱۳۵۸۷۲  | ۱               | ۲             |
| ۸۵           | بخش مرکزی شهرستان اندیمشک         | اندیمشک           | خوزستان             | ۱۳۴۹۱۶  | ۱               | ۹             |
| ۸۶           | بخش مرکزی شهرستان ری              | ری                | تهران               | ۱۳۳۰۶۶  | ۱               | ۱۱            |
| ۸۷           | بخش مرکزی شهرستان بندر انزلی      | بندر انزلی        | گیلان               | ۱۳۰۸۵۱  | ۱               | ۱             |
| ۸۸           | بخش مرکزی شهرستان بهبهان          | بهبهان            | خوزستان             | ۱۳۰۷۷۴  | ۱               | ۸             |
| ۸۹           | بخش مرکزی شهرستان لاهیجان         | لاهیجان           | گیلان               | ۱۳۰۲۸۸  | ۱               | ۳             |
| ۹۰           | بخش مرکزی شهرستان ابهر            | ابهر              | زنجان               | ۱۳۰۲۷۸  | ۱               | ۲             |
| ۹۱           | بخش کهریزک                        | ری                | تهران               | ۱۲۹۶۰۷  | ۲               | ۱۲            |
| ۹۲           | بخش مرکزی شهرستان اسلام‌آباد غرب   | اسلام‌آباد غرب     | کرمانشاه            | ۱۲۹۵۰۳  | ۱               | ۲             |
| ۹۳           | بخش مرکزی شهرستان کازرون          | کازرون            | فارس                | ۱۲۸۹۴۵  | ۱               | ۳             |
| ۹۴           | بخش مرکزی شهرستان مریوان          | مریوان            | کردستان             | ۱۲۸۴۴۵  | ۱               | ۳             |
| ۹۵           | بخش مرکزی شهرستان شیروان          | شیروان            | خراسان شمالی        | ۱۲۶۹۲۸  | ۱               | ۱             |
| ۹۶           | بخش مرکزی شهرستان میانه           | میانه             | آذربایجان شرقی      | ۱۲۶۶۶۸  | ۱               | ۱             |
| ۹۷           | بخش مرکزی شهرستان اهر             | اهر               | آذربایجان شرقی      | ۱۲۵۲۵۳  | ۱               | ۲             |
| ۹۸           | بخش مرکزی شهرستان بناب            | بناب              | آذربایجان شرقی      | ۱۲۵۲۰۹  | ۱               | ۶             |
| ۹۹           | بخش مرکزی شهرستان دشتستان         | دشتستان           | بوشهر               | ۱۲۴۲۹۱  | ۱               | ۲             |
| ۱۰۰          | بخش مرکزی شهرستان جهرم            | جهرم              | فارس                | ۱۲۴۱۳۴  | ۱               | ۵             |
| ۱۰۱          | بخش مرکزی شهرستان تربت جام        | تربت جام          | خراسان رضوی         | ۱۲۳۷۹۹  | ۱               | ۶             |
| ۱۰۲          | بخش مرکزی شهرستان پارس‌آباد        | پارس‌آباد          | اردبیل              | ۱۲۲۹۲۳  | ۱               | ۲             |
| ۱۰۳          | بخش مرکزی شهرستان رباط‌کریم        | رباطکریم          | تهران               | ۱۲۲۰۴۶  | ۳               | ۱۳            |
| ۱۰۴          | بخش مرکزی شهرستان کوهدشت          | کوهدشت            | لرستان              | ۱۵۵۰۰۰  | ۱               | ۲             |
| ۱۰۵          | بخش مرکزی شهرستان کاشمر           | کاشمر             | خراسان رضوی         | ۱۱۹۵۰۷  | ۱               | ۷             |
| ۱۰۶          | بخش مرکزی شهرستان بم              | بم                | کرمان               | ۱۱۸۰۳۷  | ۱               | ۵             |
| ۱۰۷          | بخش مرکزی شهرستان مسجدسلیمان      | مسجدسلیمان        | خوزستان             | ۱۱۷۷۹۶  | ۱               | ۱۱            |
| ۱۰۸          | بخش مرکزی شهرستان فسا             | فسا               | فارس                | ۱۱۶۴۱۶  | ۱               | ۵             |
| ۱۰۹          | بخش مرکزی شهرستان نهاوند          | نهاوند            | همدان               | ۱۱۶۰۹۲  | ۱               | ۳             |
| ۱۱۰          | بخش مرکزی شهرستان دلفان           | دلفان             | لرستان              | ۱۱۳۷۸۷  | ۱               | ۵             |
| ۱۱۱          | بخش مرکزی شهرستان الیگودرز        | الیگودرز          | لرستان              | ۱۱۳۴۵۵  | ۱               | ۶             |
| ۱۱۲          | بخش مرکزی شهرستان چابهار          | چابهار            | سیستان و بلوچستان   | ۱۱۳۱۵۴  | ۱               | ۴             |
| ۱۱۳          | بخش مرکزی شهرستان شوش             | شوش               | خوزستان             | ۱۱۳۰۴۱  | ۱               | ۱۲            |
| ۱۱۴          | بخش مرکزی شهرستان مشگین‌شهر        | مشگین‌شهر          | اردبیل              | ۱۱۲۱۲۸  | ۱               | ۳             |
| ۱۱۵          | بخش مرکزی شهرستان خاش             | خاش               | سیستان و بلوچستان   | ۱۱۱۱۱۴  | ۱               | ۵             |
| ۱۱۶          | بخش مرکزی شهرستان گچساران         | گچساران           | کهگیلویه و بویراحمد | ۱۰۹۴۵۸  | ۱               | ۲             |
| ۱۱۷          | بخش مرکزی شهرستان ساوجبلاغ        | ساوجبلاغ          | البرز               | ۱۰۶۸۷۹  | ۱               | ۲             |
| ۱۱۸          | بخش مرکزی شهرستان مبارکه          | مبارکه            | اصفهان              | ۱۰۵۱۳۴  | ۱               | ۹             |
| ۱۱۹          | بخش مرکزی شهرستان سراب            | سراب              | آذربایجان شرقی      | ۱۰۴۳۲۴  | ۱               | ۴             |
| ۱۲۰          | بخش مرکزی شهرستان کلاله           | کلاله             | گلستان              | ۱۰۳۹۸۳  | ۱               | ۳             |
| ۱۲۱          | بخش مرکزی شهرستان نظرآباد         | نظرآباد           | البرز               | ۱۰۳۴۷۶  | ۱               | ۳             |
| ۱۲۲          | بخش مرکزی شهرستان زرند            | زرند              | کرمان               | ۱۰۳۲۰۸  | ۱               | ۶             |
| ۱۲۳          | بخش مرکزی شهرستان نوشهر           | نوشهر             | مازندران            | ۱۰۲۱۳۱  | ۱               | ۲             |
| ۱۲۳          | بخش مرکزی شهرستان سراب            | سراب              | ]]آذرباجان شرقی     | ۱۰۲۰۰۰  | ۱               |               |
| ۱۲۴          | بخش مرکزی شهرستان اسدآباد         | شهرستان اسدآباد   | همدان               | ۱۰۰۹۰۱  | ۱               | ۴             |
| ۱۲۵          | بخش مرکزی شهرستان تاکستان         | تاکستان           | قزوین               | ۹۹۸۴۱   | ۱               | ۱             |
| ۱۲۶          | بخش مرکزی شهرستان قروه            | قروه              | کردستان             | ۹۹۵۵۸   | ۱               | ۴             |
| ۱۲۷          | بخش مرکزی شهرستان اسفراین         | اسفراین           | خراسان شمالی        | ۹۹۳۸۱   | ۱               | ۱             |
| ۱۲۸          | بخش مرکزی شهرستان رامهرمز         | رامهرمز           | خوزستان             | ۹۷۵۶۱   | ۱               | ۱۳            |
| ۱۲۹          | بخش مرکزی شهرستان ممسنی           | ممسنی             | فارس                | ۹۷۲۰۶   | ۱               | ۱             |
| ۱۳۰          | بخش مرکزی شهرستان سراوان          | سراوان            | سیستان و بلوچستان   | ۹۷۰۵۵   | ۱               | ۶             |
| ۱۳۱          | بخش مرکزی شهرستان لردگان          | لردگان            | چهارمحال و بختیاری  | ۹۶۴۸۳   | ۱               | ۲             |
| ۱۳۲          | بخش مرکزی شهرستان نقده            | نقده              | آذربایجان غربی      | ۹۶۰۸۷   | ۱               | ۱             |
| ۱۳۳          | بخش مرکزی شهرستان برخوار          | برخوار            | اصفهان              | ۹۵۳۸۹   | ۲               | ۱۰            |
| ۱۳۴          | بخش مرکزی شهرستان البرز           | البرز             | قزوین               | ۹۴۸۵۳   | ۱               | ۳             |
| ۱۳۵          | بخش مرکزی شهرستان خمین            | خمین              | مرکزی               | ۹۴۱۰۶   | ۱               | ۳             |
| ۱۳۶          | بخش مرکزی شهرستان کبودراهنگ       | شهرستان کبودراهنگ | همدان               | ۹۱۸۳۲   | ۱               | ۵             |
| ۱۳۷          | بخش مرکزی شهرستان لنگرود          | لنگرود            | گیلان               | ۹۰۷۲۹   | ۱               | ۳             |
| ۱۳۸          | بخش مرکزی شهرستان نکا             | نکا               | مازندران            | ۹۰۵۸۸   | ۱               | ۴             |
| ۱۳۹          | بخش مرکزی شهرستان کهگیلویه        | کهگیلویه          | کهگیلویه و بویراحمد | ۹۰۲۴۴   | ۱               | ۳             |
| ۱۴۰          | بخش مرکزی شهرستان فارسان          | فارسان            | چهارمحال و بختیاری  | ۹۰۱۱۱   | ۱               | ۲             |
| ۱۴۱          | بخش مرکزی شهرستان علی‌آباد         | علی‌آباد           | گلستان              | ۸۹۲۰۴   | ۱               | ۴             |
| ۱۴۲          | بخش مرکزی شهرستان فومن            | فومن              | گیلان               | ۸۸۲۳۱   | ۱               | ۶             |
| ۱۴۳          | بخش مرکزی شهرستان لارستان         | لارستان           | فارس                | ۸۷۹۸۸   | ۱               | ۷             |
| ۱۴۴          | بخش مرکزی شهرستان فلاورجان        | فلاورجان          | اصفهان              | ۸۷۲۰۳   | ۱               | ۷             |
| ۱۴۵          | بخش محمدیه                        | البرز             | قزوین               | ۸۷۱۹۳   | ۱               | ۱             |
| ۱۴۶          | بخش مرکزی شهرستان دشت آزادگان     | دشت آزادگان       | خوزستان             | ۸۶۵۱۹   | ۱               | ۱۴            |
| ۱۴۷          | بخش مرکزی شهرستان فیروزآباد       | فیروزآباد         | فارس                | ۸۶۲۰۸   | ۱               | ۳             |
| ۱۴۸          | بخش مرکزی شهرستان تنکابن          | تنکابن            | مازندران            | ۸۵۴۵۸   | ۱               | ۶             |
| ۱۴۹          | بخش مرکزی شهرستان طوالش           | طوالش             | گیلان               | ۸۵۲۵۸   | ۱               | ۵             |
| ۱۵۰          | بخش مرکزی شهرستان شوط             | شوط               | آذربایجان غربی      | ۵۵۶۸۲   | ۱               | ۱             |
| ۱۵۱          | بخش مرکزی شهرستان ماکو            | ماکو              | آذربایجان غربی      | ۸۴۵۱۶   | ۱               | ۸             |
| ۱۵۲          | بخش مرکزی شهرستان خدابنده         | خدابنده           | زنجان               | ۸۴۳۶۱   | ۱               | ۳             |
| ۱۵۳          | بخش مرکزی شهرستان آق قلا          | آق قلا            | گلستان              | ۸۴۲۹۱   | ۱               | ۳             |
| ۱۵۴          | بخش مرکزی شهرستان چالوس           | چالوس             | مازندران            | ۸۳۱۰۱   | ۱               | ۹             |
| ۱۵۵          | بخش مرکزی شهرستان گلپایگان        | گلپایگان          | اصفهان              | ۸۲۶۰۱   | ۱               | ۳             |
| ۱۵۶          | بخش باوی                          | اهواز             | خوزستان             | ۸۱۶۶۵   | ۲               | ۱۵            |
| ۱۵۷          | بخش مرکزی شهرستان تویسرکان        | تویسرکان          | همدان               | ۸۱۴۴۹   | ۱               | ۶             |
| ۱۵۸          | بخش مرکزی شهرستان سرپل ذهاب       | سرپل ذهاب         | کرمانشاه            | ۸۱۴۲۸   | ۱               | ۲             |
| ۱۵۹          | بخش سرباز                         | سرباز             | سیستان و بلوچستان   | ۸۰۵۷۰   | ۱               | ۷             |
| ۱۶۰          | بخش مرکزی شهرستان سنقر            | سنقر              | کرمانشاه            | ۸۰۳۰۴   | ۱               | ۴             |
| ۱۶۱          | بخش مرکزی شهرستان کنگاور          | کنگاور            | کرمانشاه            | ۸۰۲۱۵   | ۱               | ۳             |
| ۱۶۲          | بخش مرکزی شهرستان لنگه            | بندرلنگه          | هرمزگان             | ۷۸۳۶۸   | ۱               | ۳             |
| ۱۶۳          | بخش مرکزی شهرستان بانه            | بانه              | کردستان             | ۷۸۰۱۶   | ۱               | ۵             |
| ۱۶۴          | بخش مرکزی شهرستان بروجن           | بروجن             | چهارمحال و بختیاری  | ۷۷۸۸۴   | ۱               | ۴             |
| ۱۶۵          | بخش مرکزی شهرستان آران و بیدگل    | آران و بیدگل      | اصفهان              | ۷۷۱۵۰   | ۱               | ۱۲            |
| ۱۶۶          | بخش مرکزی شهرستان ملکان           | ملکان             | آذربایجان شرقی      | ۷۷۱۳۲   | ۱               | ۲             |
| ۱۶۷          | بخش مرکزی شهرستان تایباد          | تایباد            | خراسان رضوی         | ۷۵۸۹۳   | ۱               | ۸             |
| ۱۶۸          | بخش مرکزی شهرستان صومعه‌سرا        | صومعه سرا         | گیلان               | ۷۵۴۱۲   | ۱               | ۴             |
| ۱۶۹          | بخش مرکزی شهرستان بردسیر          | بردسیر            | کرمان               | ۷۵۰۷۰   | ۱               | ۷             |
| ۱۷۰          | بخش دابودشت                       | آمل               | مازندران            | ۷۴۶۸۷   | ۱               | ۶             |
| ۱۷۱          | بخش مرکزی شهرستان شهربابک         | شهربابک           | کرمان               | ۷۴۵۵۱   | ۱               | ۷             |
| ۱۷۲          | بخش مرکزی شهرستان چناران          | چناران            | خراسان رضوی         | ۷۳۹۷۷   | ۱               | ۲             |
| ۱۷۳          | بخش مرکزی شهرستان کامیاران        | کامیاران          | کردستان             | ۷۳۸۲۰   | ۱               | ۴             |
| ۱۷۴          | بخش میان‌کنگی                      | زابل              | سیستان و بلوچستان   | ۷۳۲۵۴   | ۱               | ۳             |
| ۱۷۵          | بخش مرکزی شهرستان دامغان          | دامغان            | سمنان               | ۷۲۹۶۷   | ۱               | ۳             |
| ۱۷۶          | بخش مرکزی شهرستان آستانه اشرفیه   | آستانه اشرفیه     | گیلان               | ۷۲۸۶۷   | ۱               | ۸             |
| ۱۷۷          | بخش مرکزی شهرستان سردشت           | سردشت             | آذربایجان غربی      | ۷۲۷۷۷   | ۱               | ۴             |
| ۱۷۸          | بخش مرکزی شهرستان آزادشهر         | آزادشهر           | گلستان              | ۷۲۶۰۳   | ۱               | ۴             |
| ۱۷۹          | بخش کوار                          | شیراز             | فارس                | ۷۲۴۲۳   | ۲               | ۱۱            |
| ۱۸۰          | بخش ریگان                         | بم                | کرمان               | ۷۰۹۰۸   | ۲               | ۹             |
| ۱۸۱          | بخش مرکزی شهرستان میبد            | میبد              | یزد                 | ۷۰۷۲۸   | ۱               | ۱             |
| ۱۸۲          | بخش مرکزی شهرستان کهنوج           | کهنوج             | کرمان               | ۷۰۶۶۴   | ۱               | ۹             |
| ۱۸۳          | بخش مرکزی شهرستان گناوه           | گناوه             | بوشهر               | ۷۰۱۱۰   | ۱               | ۳             |
| ۱۸۴          | بخش مرکزی شهرستان امیدیه          | امیدیه            | خوزستان             | ۷۰۰۳۷   | ۱               | ۱             |
| ۱۸۵          | بخش مرکزی شهرستان پیشوا           | پیشوا             | تهران               | ۶۹۹۹۵   | ۱               | ۱۴            |
| ۱۸۶          | بخش مرکزی شهرستان دماوند          | دماوند            | تهران               | ۶۹۸۲۹   | ۱               | ۱۵            |
| ۱۸۷          | بخش مرکزی شهرستان بستان آباد      | بستان آباد        | آذربایجان شرقی      | ۶۹۵۰۴   | ۱               | ۹             |
| ۱۸۸          | بخش مرکزی شهرستان سرخس            | سرخس              | خراسان رضوی         | ۶۹۴۰۴   | ۱               | ۳             |
| ۱۸۹          | بخش مرکزی شهرستان مینودشت         | مینودشت           | گلستان              | ۶۹۲۷۲   | ۱               | ۵             |
| ۱۹۰          | بخش مرکزی شهرستان آبیک            | آبیک              | قزوین               | ۶۸۳۵۰   | ۱               | ۴             |
| ۱۹۱          | بخش مرکزی شهرستان شاهین دژ        | شاهین دژ          | آذربایجان غربی      | ۶۸۲۸۶   | ۱               | ۶             |
| ۱۹۲          | بخش مرکزی شهرستان بافت            | بافت              | کرمان               | ۶۸۲۷۰   | ۱               | ۱۰            |
| ۱۹۳          | بخش مرکزی شهرستان قشم             | قشم               | هرمزگان             | ۶۸۰۷۰   | ۱               | ۲             |
| ۱۹۴          | بخش بندر امام خمینی               | بندر ماهشهر       | خوزستان             | ۶۸۰۰۰   | ۱               | ۲             |
| ۱۹۵          | بخش مرکزی شهرستان رامسر           | رامسر             | مازندران            | ۶۷۶۷۵   | ۱               | ۶             |
| ۱۹۶          | بخش مرکزی شهرستان کردکوی          | کردکوی            | گلستان              | ۶۷۴۲۷   | ۱               | ۶             |
| ۱۹۷          | بخش مرکزی شهرستان بابلسر          | بابلسر            | مازندران            | ۶۷۲۱۱   | ۱               | ۵             |
| ۱۹۸          | بخش رضویه                         | مشهد              | خراسان رضوی         | ۶۷۰۹۳   | ۱               | ۲             |
| ۱۹۹          | بخش مرکزی شهرستان بیجار           | بیجار             | کردستان             | ۶۶۸۳۳   | ۱               | ۷             |
| ۲۰۰          | بخش جلگه زاوه                     | تربت حیدریه       | خراسان رضوی         | ۶۶۲۰۶   | ۱               | ۳             |
| ۲۰۱          | بخش مرکزی شهرستان اقلید           | اقلید             | فارس                | ۶۵۷۹۸   | ۱               | ۱۰            |
| ۲۰۲          | بخش مرکزی شهرستان رودبار          | رودبار            | گیلان               | ۶۵۷۹۷   | ۱               | ۸             |
| ۲۰۳          | بخش مرکزی شهرستان هرسین           | هرسین             | کرمانشاه            | ۶۵۶۵۹   | ۱               | ۴             |
| ۲۰۴          | بخش مرکزی شهرستان گناباد          | گناباد            | خراسان رضوی         | ۶۴۸۴۹   | ۱               | ۲             |
| ۲۰۵          | بخش مرکزی شهرستان آذرشهر          | آذرشهر            | آذربایجان شرقی      | ۶۴۷۹۶   | ۱               | ۱۰            |
| ۲۰۶          | بخش مرکزی شهرستان شبستر           | شبستر             | آذربایجان شرقی      | ۶۴۳۱۲   | ۱               | ۸             |
| ۲۰۷          | بخش مرکزی شهرستان خلخال           | خلخال             | اردبیل              | ۶۴۰۳۷   | ۱               | ۴             |
| ۲۰۸          | بخش مرکزی شهرستان فریمان          | فریمان            | خراسان رضوی         | ۶۳۶۹۴   | ۱               | ۱۱            |
| ۲۰۹          | بخش کن                            | تهران             | تهران               | ۶۳۵۱۴   | ۲               | ۱۶            |
| ۲۱۰          | بخش مرکزی شهرستان ترکمن           | ترکمن             | گلستان              | ۶۳۴۹۳   | ۱               | ۹             |
| ۲۱۱          | بخش شاوور                         | شوش               | خوزستان             | ۶۲۶۱۷   | ۲               | ۱۸            |
| ۲۱۲          | بخش مرکزی شهرستان باغ ملک         | باغ ملک           | خوزستان             | ۶۲۲۱۷   | ۱               | ۴             |
| ۲۱۳          | بخش مرکزی شهرستان قائنات          | قائنات            | خراسان جنوبی        | ۶۲۰۴۰   | ۱               | ۱             |
| ۲۱۴          | بخش مرکزی شهرستان شازند           | شازند             | مرکزی               | ۶۱۶۳۲   | ۱               | ۱             |
| ۲۱۵          | بخش چهارباغ                       | ساوجبلاغ          | البرز               | ۶۱۱۳۵   | ۲               | ۴             |
| ۲۱۶          | بخش مرکزی شهرستان خرمدره          | خرمدره            | زنجان               | ۶۰۰۲۷   | ۱               | ۱             |
| ۲۱۷          | بخش مرکزی شهرستان محمودآباد       | محمودآباد         | مازندران            | ۵۹۳۹۷   | ۱               | ۸             |
| ۲۱۸          | بخش مرکزی شهرستان اردکان          | اردکان            | یزد                 | ۵۹۱۲۷   | ۱               | ۳             |
| ۲۱۹          | بخش خنداب                         | اراک              | مرکزی               | ۵۹۱۱۲   | ۱               | ۲             |
| ۲۲۰          | بخش گمیشان                        | ترکمن             | گلستان              | ۵۸۷۲۵   | ۲               | ۸             |
| ۲۲۱          | بخش مرکزی شهرستان آستارا          | آستارا            | گیلان               | ۵۸۶۹۵   | ۱               | ۴             |
| ۲۲۲          | بخش مرکزی شهرستان ازنا            | ازنا              | لرستان              | ۵۸۶۸۰   | ۱               | ۷             |
| ۲۲۳          | بخش ئیلاق                         | قروه              | کردستان             | ۵۸۵۰۲   | ۱               | ۱             |
| ۲۲۴          | بخش مرکزی شهرستان تکاب            | تکاب              | آذربایجان غربی      | ۵۸۳۹۹   | ۱               | ۲             |
| ۲۲۵          | بخش دشتیاری                       | چاه بهار          | سیستان و بلوچستان   | ۵۷۸۱۳   | ۱               | ۲             |
| ۲۲۶          | بخش مرکزی شهرستان نور             | نور               | مازندران            | ۵۷۵۳۰   | ۱               | ۷             |
| ۲۲۷          | بخش مرکزی شهرستان رودسر           | رودسر             | گیلان               | ۵۷۵۰۹   | ۱               | ۳             |
| ۲۲۸          | بخش سنگر                          | رشت               | گیلان               | ۵۷۴۷۸   | ۲               | ۱۲            |
| ۲۲۹          | بخش گالیکش                        | مینودشت           | گلستان              | ۵۷۴۰۴   | ۲               | ۱۱            |
| ۲۳۰          | بخش کربال                         | شیراز             | فارس                | ۵۷۳۷۲   | ۲               | ۶             |
| ۲۳۱          | بخش مرکزی شهرستان سلسله           | سلسله             | لرستان              | ۵۶۶۱۸   | ۱               | ۸             |
| ۲۳۲          | بخش مرکزی شهرستان اسکو            | اسکو              | آذربایجان شرقی      | ۵۶۲۵۳   | ۱               | ۱۲            |
| ۲۳۳          | بخش فریدونکنار                    | بابلسر            | مازندران            | ۵۶۰۵۵   | ۲               | ۱۵            |
| ۲۳۴          | بخش مرکزی شهرستان صحنه            | صحنه              | کرمانشاه            | ۵۵۸۵۴   | ۱               | ۵             |
| ۲۳۶          | بخش زبرخان                        | نیشابور           | خراسان رضوی         | ۵۴۵۷۶   | ۲               | ۱۵            |
| ۲۳۷          | بخش عسلویه                        | کنگان             | بوشهر               | ۵۴۳۲۰   | ۱               | ۱             |
| ۲۳۸          | بخش مرکزی شهرستان فریدن           | فریدن             | اصفهان              | ۵۴۰۳۶   | ۱               | ۶             |
| ۲۴۰          | بخش مرکزی شهرستان کنارک           | کنارک             | سیستان و بلوچستان   | ۵۳۱۱۳   | ۱               | ۳             |
| ۲۴۱          | بخش مرکزی شهرستان جوانرود         | جوانرود           | کرمانشاه            | ۵۳۰۴۸   | ۱               | ۳             |
| ۲۴۲          | بخش چهاردانگه                     | اسلامشهر          | تهران               | ۵۳۰۴۱   | ۲               | ۱۷            |
| ۲۴۳          | بخش مرکزی شهرستان رودان           | رودان             | هرمزگان             | ۵۲۸۱۶   | ۱               | ۱             |
| ۲۴۴          | بخش مرکزی شهرستان عنبرآباد        | عنبرآباد          | کرمان               | ۵۲۷۷۷   | ۱               | ۹             |
| ۲۴۵          | بخش سیلوانه                       | ارومیه            | آذربایجان غربی      | ۵۲۷۵۲   | ۱               | ۴             |
| ۲۴۶          | بخش مرکزی                         | گرمی              | اردبیل              | ۵۲۴۴۵   | ۱               | ۱             |
| ۲۴۷          | بخش دلگان                         | ایرانشهر          | سیستان و بلوچستان   | ۵۲۴۱۹   | ۲               | ۱۱            |
| ۲۴۸          | بخش مرکزی شهرستان نی ریز          | نی ریز            | فارس                | ۵۲۰۹۷   | ۱               | ۴             |
| ۲۴۹          | بخش خمام                          | رشت               | گیلان               | ۵۲۰۵۰   | ۳               | ۱۳            |
| ۲۵۰          | بخش مرکزی شهرستان اردل            | اردل              | چهارمحال و بختیاری  | ۵۱۹۶۰   | ۱               | ۵             |
| ۲۵۱          | بخش مرکزی شهرستان پیرانشهر        | پیرانشهر          | آذربایجان غربی      | ۸۴۹۲۰   | ۱               | ۸             |
| ۲۵۲          | بخش احمدآباد                      | مشهد              | خراسان رضوی         | ۵۱۲۶۷   | ۳               | ۱۶            |
| ۲۵۳          | بخش مرکزی شهرستان نیک‌شهر          | نیک شهر           | سیستان و بلوچستان   | ۵۰۸۴۲   | ۱               | ۴             |
| ۲۵۴          | بخش مرکزی شهرستان پل‌دختر          | پلدختر            | لرستان              | ۵۰۵۹۶   | ۱               | ۹             |
| ۲۵۵          | بخش پیربکران                      | فلاورجان          | اصفهان              | ۵۰۴۱۷   | ۲               | ۱۴            |
| ۲۵۶          | بخش طرقبه                         | مشهد              | خراسان رضوی         | ۵۰۳۳۹   | ۴               | ۱۷            |
| ۲۵۷          | بخش مرکزی شهرستان رودبار جنوب     | رودبار جنوب       | کرمان               | ۵۰۲۹۲   | ۱               | ۱۲            |
| ۲۵۸          | بخش مرکزی شهرستان زهک             | زهک               | سیستان و بلوچستان   | ۴۹۸۱۳   | ۱               | ۷             |
| ۲۵۹          | بخش مرکزی شهرستان بویین‌زهرا       | بوئین زهرا        | قزوین               | ۴۹۶۴۹   | ۱               | ۱             |
| ۲۶۰          | بخش جوین                          | سبزوار            | خراسان رضوی         | ۴۹۵۸۳   | ۲               | ۱۸            |
| ۲۶۱          | بخش قره قویون                     | شوط               | اذربایجان غربی      | ۲۵۶۸۲   | ۲               | ۲             |
| ۲۶۲          | بخش لاله‌آباد                      | بابل              | مازندران            | ۴۹۳۸۳   | ۱               | ۵             |
| ۲۶۳          | بخش مرکزی شهرستان جویبار          | جویبار            | مازندران            | ۴۹۳۲۹   | ۱               | ۹             |
| ۲۶۴          | بخش کوچصفهان                      | رشت               | گیلان               | ۴۹۲۷۸   | ۴               | ۱۴            |
| ۲۶۵          | بخش مرکزی شهرستان هشترود          | هشترود            | آذربایجان شرقی      | ۴۹۱۲۸   | ۱               | ۹             |
| ۲۶۶          | بخش مرکزی شهرستان گرمسار          | گرمسار            | سمنان               | ۴۹۰۷۱   | ۱               | ۲             |
| ۲۶۷          | بخش جوکار                         | ملایر             | همدان               | ۴۸۷۹۰   | ۱               | ۷             |
| ۲۶۸          | بخش مرکزی شهرستان اشنویه          | اشنویه            | آذربایجان غربی      | ۴۸۴۸۲   | ۱               | ۱۵            |
| ۲۶۹          | بخش مرکزی شهرستان محلات           | محلات             | مرکزی               | ۴۸۴۵۸   | ۱               | ۳             |
| ۲۷۰          | بخش حمیدیه                        | اهواز             | خوزستان             | ۴۸۳۷۲   | ۱               | ۴             |
| ۲۷۱          | بخش مرکزی شهرستان زرندیه          | زرندیه            | مرکزی               | ۴۸۲۷۴   | ۱               | ۴             |
| ۲۷۲          | بخش بهاران                        | گرگان             | گلستان              | ۴۸۰۷۴   | ۱               | ۱             |
| ۲۷۳          | بخش مرکزی شهرستان رامیان          | رامیان            | گلستان              | ۴۷۵۴۰   | ۱               | ۲             |
| ۲۷۴          | بخش مرکزی شهرستان سمیرم           | سمیرم             | اصفهان              | ۴۷۵۳۵   | ۱               | ۹             |
| ۲۷۵          | بخش مرکزی شهرستان قیر و کارزین    | قیروکارزین        | فارس                | ۴۷۳۹۲   | ۱               | ۹             |
| ۲۷۶          | بخش بمپور                         | ایرانشهر          | سیستان و بلوچستان   | ۴۷۳۶۰   | ۱               | ۱             |
| ۲۷۷          | بخش مرکزی شهرستان زرین دشت        | زرین دشت          | فارس                | ۴۷۳۲۳   | ۱               | ۱۵            |
| ۲۷۸          | بخش مرکزی شهرستان دیواندره        | دیواندره          | کردستان             | ۴۷۲۲۲   | ۱               | ۹             |
| ۲۷۹          | بخش مرکزی شهرستان عجب شیر         | عجب شیر           | آذربایجان شرقی      | ۴۷۰۱۷   | ۱               | ۲             |
| ۲۸۰          | بخش زرقان                         | شیراز             | فارس                | ۴۶۶۷۲   | ۴               | ۱۷            |
| ۲۸۱          | بخش مرکزی شهرستان بهار            | بهار              | همدان               | ۴۵۹۹۲   | ۱               | ۹             |
| ۲۸۲          | بخش جغتای                         | سبزوار            | خراسان رضوی         | ۴۵۹۷۰   | ۳               | ۱۹            |
| ۲۸۳          | بخش باغ بهادران                   | لنجان (زرین شهر)  | اصفهان              | ۴۵۹۵۷   | ۲               | ۱۶            |
| ۲۸۴          | بخش میرجاوه                       | زاهدان            | سیستان و بلوچستان   | ۴۵۸۹۶   | ۱               | ۶             |
| ۲۸۵          | بخش مراوه تپه                     | کلاله             | گلستان              | ۴۵۸۷۴   | ۱               | ۳             |
| ۲۸۶          | بخش عباس‌آباد                      | تنکابن            | مازندران            | ۴۵۵۸۹   | ۱               | ۹             |
| ۲۸۷          | بخش رستم                          | ممسنی             | فارس                | ۴۵۳۷۷   | ۲               | ۱۸            |
| ۲۸۸          | بخش مرکزی شهرستان نهبندان         | نهبندان           | جنوبی               | ۴۵۱۶۷   | ۱               | ۱             |
| ۲۸۹          | بخش گتاب                          | بابل              | مازندران            | ۴۵۱۰۴   | ۲               | ۱۵            |
| ۲۹۰          | بخش مرکزی شهرستان مانه و سملقان   | مانه و سملقان     | خراسان شمالی        | ۴۴۸۰۴   | ۱               | ۲             |
| ۲۹۱          | بخش مرکزی                         | ارسنجان           | فارس                | ۴۴۳۶۱   | ۱               | ۱۰            |
| ۲۹۲          | بخش سیب و سوران                   | سراوان            | سیستان و بلوچستان   | ۴۴۰۴۱   | ۲               | ۱۵            |
| ۲۹۳          | بخش مرکزی شهرستان جلفا            | جلفا              | آذربایجان شرقی      | ۴۳۶۶۹   | ۱               | ۱۵            |
| ۲۹۴          | بخش مرکزی شهرستان استهبان         | استهبان           | فارس                | ۴۳۵۸۲   | ۱               | ۱             |
| ۲۹۵          | بخش مرکزی شهرستان سروآباد         | سروآباد           | کردستان             | ۴۳۴۹۲   | ۱               | ۴             |
| ۲۹۶          | بخش مرکزی شهرستان دلیجان          | دلیجان            | مرکزی               | ۴۳۳۸۸   | ۱               | ۳             |
| ۲۹۷          | بخش شیب‌آب                         | زابل              | سیستان و بلوچستان   | ۴۳۳۷۴   | ۳               | ۱۷            |
| ۲۹۸          | بخش مرکزی شهرستان لامرد           | لامرد             | فارس                | ۴۳۳۷۱   | ۱               | ۷             |
| ۲۹۹          | بخش مرکزی شهرستان مهریز           | مهریز             | یزد                 | ۴۳۳۶۳   | ۱               | ۱             |
| ۳۰۰          | بخش صالح‌آباد (تربت جام)           | تربت جام          | خراسان رضوی         | ۴۳۲۱۲   | ۲               | ۲۰            |
| ۳۰۱          | بخش مرکزی شهرستان طبس             | طبس               | یزد                 | ۴۳۱۸۸   | ۱               | ۴             |
| ۳۰۲          | بخش کیار                          | شهرکرد            | چهارمحال و بختیاری  | ۴۳۱۰۸   | ۲               | ۶             |
| ۳۰۳          | بخش پلان                          | چاه بهار          | سیستان و بلوچستان   | ۴۳۰۵۰   | ۱               | ۸             |
| ۳۰۴          | بخش چنار شاهیجان                  | کازرون            | فارس                | ۴۲۹۷۵   | ۱               | ۱۱            |
| ۳۰۵          | بخش مرکزی شهرستان سوادکوه         | سوادکوه           | مازندران            | ۴۲۶۷۹   | ۱               | ۱۶            |
| ۳۰۶          | بخش زالیان                        | شازند             | مرکزی               | ۴۲۶۶۵   | ۲               | ۹             |
| ۳۰۷          | بخش مرکزی شهرستان رشتخوار         | رشتخوار           | خراسان رضوی         | ۴۲۶۲۱   | ۱               | ۱۸            |
| ۳۰۸          | بخش چایپاره                       | خوی               | آذربایجان غربی      | ۴۲۲۲۵   | ۲               | ۱۶            |
| ۳۰۹          | بخش خفر                           | جهرم              | فارس                | ۴۲۱۹۹   | ۱               | ۸             |
| ۳۱۰          | بخش مرکزی شهرستان رزن             | رزن               | همدان               | ۴۱۹۲۶   | ۱               | ۹             |
| ۳۱۱          | بخش مرکزی شهرستان گیلانغرب        | گیلانغرب          | کرمانشاه            | ۴۱۶۴۸   | ۱               | ۴             |
| ۳۱۲          | بخش مرکزی شهرستان دشتی            | دشتی              | بوشهر               | ۴۱۱۷۹   | ۱               | ۵             |
| ۳۱۳          | بخش مرکزی شهرستان شیروان و چرداول | شیروان و چرداول   | ایلام               | ۴۱۱۳۴   | ۱               | ۱             |
| ۳۱۴          | بخش لالجین شهرستان بهار           | بهار              | همدان               | ۴۱۱۰۵   | ۲               | ۱۰            |
| ۳۱۵          | بخش مرکزی شهرستان کنگان           | کنگان             | بوشهر               | ۴۰۷۹۳   | ۲               | ۴             |
| ۳۱۶          | بخش مرکزی شهرستان سرباز           | سرباز             | سیستان و بلوچستان   | ۴۰۷۴۰   | ۱               | ۱۱            |
| ۳۱۷          | بخش چمستان                        | نور               | مازندران            | ۴۰۶۸۳   | ۱               | ۶             |
| ۳۱۸          | بخش مرکزی شهرستان خواف            | خواف              | خراسان رضوی         | ۴۰۶۵۲   | ۱               | ۲             |
| ۳۱۹          | بخش گراش                          | گراش              | فارس                | ۴۰۵۱۰   | ۱               | ۳             |
| ۳۲۰          | بخش پشت‌آب                         | زابل              | سیستان و بلوچستان   | ۴۰۴۳۴   | ۱               | ۲             |
| ۳۲۱          | بخش مرکزی شهرستان گتوند           | گتوند             | خوزستان             | ۴۰۲۰۶   | ۱               | ۶             |
| ۳۲۲          | بخش مرکزی شهرستان درگز            | دراگز             | خراسان رضوی         | ۴۰۱۹۷   | ۱               | ۲۰            |
| ۳۲۳          | بخش باخرز                         | تایباد            | خراسان رضوی         | ۴۰۰۷۶   | ۲               | ۲۴            |
| ۳۲۴          | بخش میامی                         | شاهرود            | سمنان               | ۳۹۸۵۲   | ۱               | ۱۰            |
| ۳۲۵          | بخش صومای برادوست                 | ارومیه            | آذربایجان غربی      | ۳۹۸۰۲   | ۱               | ۳             |
| ۳۲۶          | بخش مرکزی شهرستان جاجرم           | جاجرم             | خراسان شمالی        | ۳۹۶۵۸   | ۳               | ۱             |
| ۳۲۷          | بخش فامنین                        | همدان             | همدان               | ۳۹۳۵۹   | ۲               | ۱۱            |
| ۳۲۸          | بخش قروه درجزین                   | رزن               | همدان               | ۳۹۳۱۴   | ۲               | ۱۳            |
| ۳۲۹          | بخش مرکزی شهرستان دیر             | دیر               | بوشهر               | ۳۹۱۱۹   | ۱               | ۶             |
| ۳۳۰          | بخش اسالم                         | طوالش             | گیلان               | ۳۹۰۸۹   | ۱               | ۱             |
| ۳۳۱          | بخش مرکزی شهرستان فریدون‌شهر       | فریدون‌شهر         | اصفهان              | ۳۸۹۵۵   | ۱               | ۷             |
| ۳۳۲          | بخش درودزن                        | مرودشت            | فارس                | ۳۸۸۰۱   | ۱               | ۱۰            |
| ۳۳۳          | بخش صوفیان                        | شبستر             | آذربایجان شرقی      | ۳۸۷۶۷   | ۲               | ۱۶            |
| ۳۳۴          | بخش گرکن جنوبی                    | مبارکه            | اصفهان              | ۳۸۷۱۰   | ۲               | ۲۳            |
| ۳۳۵          | بخش مرکزی شهرستان منوجان          | منوجان            | کرمان               | ۳۸۷۰۹   | ۱               | ۴             |
| ۳۳۶          | بخش مرکزی شهرستان حاجی‌آباد        | حاجی‌آباد          | هرمزگان             | ۳۸۶۱۰   | ۱               | ۲             |
| ۳۳۷          | بخش پلدشت                         | ماکو              | آذربایجان غربی      | ۳۸۵۸۶   | ۱               | ۳             |
| ۳۳۸          | بخش فنوج                          | نیک شهر           | سیستان و بلوچستان   | ۳۸۴۵۹   | ۱               | ۵             |
| ۳۳۹          | بخش نوک آباد                      | خاش               | سیستان و بلوچستان   | ۳۸۳۷۲   | ۱               | ۴             |
| ۳۴۰          | بخش مرکزی شهرستان فردوس           | فردوس             | خراسان جنوبی        | ۳۸۳۰۱   | ۱               | ۳             |
| ۳۴۱          | بخش بیابان                        | میناب             | هرمزگان             | ۳۸۲۵۱   | ۲               | ۷             |
| ۳۴۲          | بخش مرکزی شهرستان ایوان           | ایوان             | ایلام               | ۳۷۸۵۸   | ۱               | ۲             |
| ۳۴۳          | بخش شریف‌آباد                      | پاکدشت            | تهران               | ۳۷۷۹۱   | ۲               | ۱۸            |
| ۳۴۴          | بخش قصرقند                        | نیک شهر           | سیستان و بلوچستان   | ۳۷۷۲۲   | ۳               | ۲۰            |
| ۳۴۵          | بخش بسطام                         | شاهرود            | سمنان               | ۳۷۶۳۵   | ۱               | ۱             |
| ۳۴۶          | بخش خوشاب                         | سبزوار            | خراسان رضوی         | ۳۷۶۰۰   | ۱               | ۴             |
| ۳۴۷          | بخش خرم‌آباد                       | تنکابن            | مازندران            | ۳۷۵۱۷   | ۳               | ۲۳            |
| ۳۴۸          | بخش مرکزی شهرستان هریس            | هریس              | آذربایجان شرقی      | ۳۷۴۷۵   | ۱               | ۲             |
| ۳۴۹          | بخش نصرآباد                       | تربت جام          | خراسان رضوی         | ۳۷۴۲۹   | ۱               | ۳             |
| ۳۵۰          | بخش جره و بالاده                  | کازرون            | فارس                | ۳۷۳۱۵   | ۳               | ۲۴            |
| ۳۵۱          | بخش میان‌جلگه                      | نیشابور           | خراسان رضوی         | ۳۷۱۱۷   | ۱               | ۸             |
| ۳۵۲          | بخش نرماشیر                       | بم                | کرمان               | ۳۷۰۷۸   | ۱               | ۲             |
| ۳۵۳          | بخش لاشار                         | نیک شهر           | سیستان و بلوچستان   | ۳۷۰۷۳   | ۳               | ۶             |
| ۳۵۴          | بخش اسماعیلی                      | عنبرآباد          | کرمان               | ۳۷۰۶۲   | ۲               | ۱۷            |
| ۳۵۵          | بخش مرکزی شهرستان بافق            | بافق              | یزد                 | ۳۶۹۳۰   | ۱               | ۳             |
| ۳۵۶          | بخش مرکزی شهرستان روانسر          | روانسر            | کرمانشاه            | ۳۶۸۶۴   | ۱               | ۲             |
| ۳۵۷          | بخش ارزوئیه                       | بافت              | کرمان               | ۳۶۸۵۹   | ۱               | ۴             |
| ۳۵۸          | بخش شبانکاره                      | دشتستان           | بوشهر               | ۳۶۷۵۲   | ۱               | ۳             |
| ۳۵۹          | بخش نازلو                         | ارومیه            | آذربایجان غربی      | ۳۶۷۳۲   | ۲               | ۳             |
| ۳۶۰          | بخش بیضا                          | سپیدان            | فارس                | ۳۶۶۹۴   | ۱               | ۲۷            |
| ۳۶۱          | بخش کلاردشت                       | چالوس             | مازندران            | ۳۶۴۵۸   | ۱               | ۳             |
| ۳۶۲          | بخش جازموریان                     | رودبار جنوب       | کرمان               | ۳۶۴۵۵   | ۲               | ۱۹            |
| ۳۶۳          | بخش لشت نشاء                      | رشت               | گیلان               | ۳۶۳۱۶   | ۴               | ۸             |
| ۳۶۴          | بخش مهدی شهر                      | سمنان             | سمنان               | ۳۶۰۹۳   | ۱               | ۳             |
| ۳۶۵          | بخش مرکزی شهرستان رامشیر          | رامشیر            | خوزستان             | ۳۶۰۲۲   | ۱               | ۶             |
| ۳۶۶          | بخش خسروشهر                       | تبریز             | آذربایجان شرقی      | ۳۶۰۰۲   | ۲               | ۱۸            |
| ۳۶۷          | بخش مرکزی شهرستان خمیر            | خمیر              | هرمزگان             | ۳۵۹۱۷   | ۱               | ۶             |
| ۳۶۸          | بخش رومشکان                       | کوهدشت            | لرستان              | ۳۵۵۹۵   | ۲               | ۱۰            |
| ۳۶۹          | بخش مرکزی شهرستان چالدران         | چالدران           | آذربایجان غربی      | ۳۵۵۰۳   | ۱               | ۱۳            |
| ۳۷۰          | بخش اشترینان                      | بروجرد            | لرستان              | ۳۵۳۲۸   | ۲               | ۱۱            |
| ۳۷۱          | بخش مرکزی شهرستان شفت             | شفت               | گیلان               | ۳۵۳۱۹   | ۱               | ۲             |
| ۳۷۲          | بخش مرکزی شهرستان تنگستان         | تنگستان           | بوشهر               | ۳۵۲۵۹   | ۱               | ۳             |
| ۳۷۳          | بخش سردشت                         | دزفول             | خوزستان             | ۳۵۲۴۶   | ۲               | ۱۱            |
| ۳۷۴          | بخش مرکزی شهرستان دره شهر         | دره شهر           | ایلام               | ۳۴۹۸۳   | ۱               | ۲             |
| ۳۷۵          | بخش کیاشهر                        | آستانه اشرفیه     | گیلان               | ۳۴۹۳۴   | ۱               | ۳             |
| ۳۷۶          | بخش مرکزی شهرستان پاوه            | پاوه              | کرمانشاه            | ۳۴۷۸۴   | ۱               | ۱۰            |
| ۳۷۷          | بخش کمالان                        | علی‌آباد           | گلستان              | ۳۴۷۱۹   | ۱               | ۱             |
| ۳۷۸          | بخش گلبهار                        | چناران            | خراسان رضوی         | ۳۴۵۵۶   | ۱               | ۹             |
| ۳۷۹          | بخش خداآفرین                      | کلیبر             | آذربایجان شرقی      | ۳۴۴۶۱   | ۱               | ۲             |
| ۳۸۰          | بخش مرکزی شهرستان سامان           | سامان             | چهارمحال و بختیاری  | -       | -               | -             |
| ۳۸۱          | بخش سروستان                       | شیراز             | فارس                | ۳۴۴۵۲   | ۲               | ۱۴            |
| ۳۸۲          | بخش فندرسک                        | رامیان            | گلستان              | ۳۴۳۲۶   | ۱               | ۲             |
| ۳۸۳          | بخش مرکزی شهرستان سیاهکل          | سیاهکل            | گیلان               | ۳۴۲۷۰   | ۱               | ۱۲            |
| ۳۸۴          | بخش کلاچای                        | رودسر             | گیلان               | ۳۴۲۶۸   | ۲               | ۲۰            |
| ۳۸۶          | بخش مرکزی شهرستان رضوانشهر        | رضوانشهر          | گیلان               | ۳۴۱۶۰   | ۱               | ۷             |
| ۳۸۷          | بخش مرکزی شهرستان دهاقان          | دهاقان            | اصفهان              | ۳۴۱۴۹   | ۱               | ۲             |
| ۳۸۸          | بخش مرکزی شهرستان ورزقان          | ورزقان            | آذربایجان شرقی      | ۳۳۹۵۵   | ۱               | ۵             |
| ۳۸۹          | بخش مرکزی شهرستان نائین           | نائین             | اصفهان              | ۳۳۹۰۶   | ۱               | ۳             |
| ۳۹۰          | بخش رابر                          | بافت              | کرمان               | ۳۳۷۱۸   | ۱               | ۱             |
| ۳۹۱          | بخش بشاگرد                        | جاسک              | هرمزگان             | ۳۳۶۷۹   | ۱               | ۹             |
| ۳۹۲          | بخش مرکزی شهرستان فاروج           | فاروج             | خراسان شمالی        | ۳۳۴۰۹   | ۱               | ۲             |
| ۳۹۳          | بخش اوز                           | لارستان           | فارس                | ۳۳۳۴۶   | ۳               | ۲۹            |
| ۳۹۴          | بخش مرکزی شهرستان بردسکن          | بردسکن            | خراسان رضوی         | ۳۳۱۰۵   | ۱               | ۶             |
| ۳۹۵          | بخش مرکزی شهرستان تیران و کرون    | تیران و کرون      | اصفهان              | ۳۲۹۱۷   | ۱               | ۱۲            |
| ۳۹۶          | بخش لاران                         | شهرکرد            | چهارمحال و بختیاری  | ۳۲۷۰۵   | ۴               | ۸             |
| ۳۹۷          | بخش مرکزی شهرستان قلعه گنج        | قلعه گنج          | کرمان               | ۳۲۵۲۹   | ۳               | ۷             |
| ۳۹۸          | بخش بندپی شرقی                    | بابل              | مازندران            | ۳۲۵۲۲   | ۱               | ۳             |
| ۳۹۹          | بخش مرکزی شهرستان دهلران          | دهلران            | ایلام               | ۳۲۳۱۱   | ۱               | ۴             |
| ۴۰۰          | بخش سعدآباد                       | دشتستان           | بوشهر               | ۳۱۹۲۸   | ۳               | ۱۰            |
| ۴۰۱          | بخش سلطانیه                       | ابهر              | زنجان               | ۳۱۸۰۴   | ۱               | ۶             |
| ۴۰۲          | بخش زابلی                         | سراوان            | سیستان و بلوچستان   | ۳۱۶۷۹   | ۱               | ۹             |
| ۴۰۳          | بخش ششده و قره‌بلاغ                | فسا               | فارس                | ۳۱۶۷۲   | ۲               | ۳۰            |
| ۴۰۴          | بخش فاریاب                        | کهنوج             | کرمان               | ۳۱۶۰۵   | ۱               | ۲             |
| ۴۰۵          | بخش انار                          | رفسنجان           | کرمان               | ۳۱۵۵۴   | ۱               | ۳             |
| ۴۰۶          | بخش مرکزی شهرستان خوانسار         | خوانسار           | اصفهان              | ۳۱۵۴۲   | ۱               | ۵             |
| ۴۰۷          | بخش ملکشاهی                       | مهران             | ایلام               | ۳۱۳۹۳   | ۱               | ۱             |
| ۴۰۸          | بخش وزینه                         | سردشت             | آذربایجان غربی      | ۳۱۳۶۹   | ۱               | ۱             |
| ۴۰۹          | بخش کامفیروز                      | مرودشت            | فارس                | ۳۱۳۴۱   | ۳               | ۳۱            |
| ۴۱۰          | بخش خانمیرزا                      | لردگان            | چهارمحال و بختیاری  | ۳۱۳۲۰   | ۲               | ۹             |
| ۴۱۱          | بخش بزینه رود                     | خدابنده           | زنجان               | ۳۱۲۰۵   | ۲               | ۱۰            |
| ۴۱۲          | بخش مرکزی شهرستان مه ولات         | مه ولات           | خراسان رضوی         | ۳۱۲۱۱   | ۱               | ۱۰            |
| ۴۱۳          | بخش رودبنه                        | لاهیجان           | گیلان               | ۳۱۲۰۳   | ۲               | ۲۲            |
| ۴۱۴          | بخش مرکزی شهرستان راور            | راور              | کرمان               | ۳۱۱۴۰   | ۱               | ۱۷            |
| ۴۱۵          | بخش کرون                          | تیران و کرون      | اصفهان              | ۳۱۱۲۶   | ۲               | ۱۴            |
| ۴۱۶          | بخش دوره چگنی                     | خرم‌آباد           | لرستان              | ۳۱۱۱۷   | ۱               | ۱             |
| ۴۱۷          | بخش مرکزی شهرستان بندرگز          | بندرگز            | گلستان              | ۳۱۰۴۶   | ۱               | ۱۵            |
| ۴۱۸          | بخش زیویه                         | سقز               | کردستان             | ۳۰۹۱۲   | ۲               | ۱۱            |
| ۴۱۹          | بخش احمدسرگوراب                   | شفت               | گیلان               | ۳۰۸۹۳   | ۱               | ۱             |
| ۴۲۰          | بخش موچش                          | کامیاران          | کردستان             | ۳۰۸۸۴   | ۱               | ۲             |
| ۴۲۱          | بخش مرکزی شهرستان اردستان         | اردستان           | اصفهان              | ۳۰۸۳۸   | ۱               | ۶             |
| ۴۲۲          | بخش مرکزی شهرستان تفت             | تفت               | یزد                 | ۳۰۸۲۶   | ۱               | ۲             |
| ۴۲۳          | بخش مرکزی شهرستان فراشبند         | فراشبند           | فارس                | ۳۰۸۱۷   | ۱               | ۱۹            |
| ۴۲۴          | بخش مرکزی شهرستان خنج             | خنج               | فارس                | ۳۰۷۷۹   | ۱               | ۲             |
| ۴۲۵          | بخش مهربان                        | سراب              | آذربایجان شرقی      | ۳۰۷۵۲   | ۱               | ۳             |
| ۴۲۶          | بخش هویزه                         | دشت آزادگان       | خوزستان             | ۳۰۷۵۰   | ۱               | ۱             |
| ۴۲۷          | بخش سرخ‌رود                        | محمودآباد         | مازندران            | ۳۰۶۵۷   | ۱               | ۲             |
| ۴۲۸          | بخش کوهسار                        | سلماس             | آذربایجان غربی      | ۳۰۴۵۲   | ۲               | ۲۲            |
| ۴۲۹          | بخش زنجانرود                      | زنجان             | زنجان               | ۳۰۴۲۶   | ۲               | ۶             |
| ۴۳۰          | بخش مرکزی شهرستان بستک            | بستک              | هرمزگان             | ۳۰۳۹۹   | ۱               | ۲             |
| ۴۳۱          | بخش حویق                          | طوالش             | گیلان               | ۳۰۳۴۸   | ۳               | ۲۲            |
| ۴۳۲          | بخش فلارد                         | لردگان            | چهارمحال و بختیاری  | ۳۰۲۵۴   | ۳               | ۱۰            |
| ۴۳۴          | بخش خواجه                         | هریس              | آذربایجان شرقی      | ۳۰۱۵۱   | ۲               | ۶             |
| ۴۳۵          | بخش شهاب                          | قشم               | هرمزگان             | ۳۰۱۱۲   | ۱               | ۷             |
| ۴۳۶          | بخش پره‌سر                         | رضوانشهر          | گیلان               | ۳۰۰۳۳   | ۲               | ۸             |
| ۴۳۷          | بخش مرکزی شهرستان ثلاث باباجانی   | ثلاث باباجانی     | کرمانشاه            | ۲۹۹۳۱   | ۱               | ۳             |
| ۴۳۸          | بخش ماهان                         | کرمان             | کرمان               | ۲۹۹۲۳   | ۱               | ۱۸            |
| ۴۳۹          | بخش مرکزی شهرستان بیله‌سوار        | بیله سوار         | اردبیل              | ۲۹۷۸۶   | ۱               | ۳             |
| ۴۴۰          | بخش مرکزی شهرستان املش            | املش              | گیلان               | ۲۹۷۱۶   | ۱               | ۲۴            |
| ۴۴۱          | بخش سلامی                         | خواف              | خراسان رضوی         | ۲۹۶۵۸   | ۲               | ۱۴            |
| ۴۴۲          | بخش مرکزی شهرستان ابرکوه          | ابرکوه            | یزد                 | ۲۹۶۰۹   | ۱               | ۳             |
| ۴۴۳          | بخش پیشین                         | سرباز             | سیستان و بلوچستان   | ۲۹۵۸۰   | ۲               | ۹             |
| ۴۴۴          | بخش بجستان                        | گناباد            | خراسان رضوی         | ۲۹۴۹۵   | ۲               | ۲۸            |
| ۴۴۵          | بخش تولم                          | صومعه سرا         | گیلان               | ۲۹۳۵۵   | ۲               | ۲۶            |
| ۴۴۶          | بخش فشاپویه                       | ری                | تهران               | ۲۹۳۴۳   | ۲               | ۱۹            |
| ۴۴۷          | بخش مرکزی شهرستان ایجرود          | ایجرود            | زنجان               | ۲۹۳۱۹   | ۱               | ۲             |
| ۴۴۸          | بخش مرکزی شهرستان فیروزکوه        | فیروزکوه          | تهران               | ۲۹۰۳۶   | ۱               | ۲۰            |
| ۴۴۹          | بخش سیدان                         | مرودشت            | فارس                | ۲۹۰۲۹   | ۴               | ۳۵            |
| ۴۵۰          | بخش مرکزی شهرستان آبدانان         | آبدانان           | ایلام               | ۲۸۹۱۶   | ۱               | ۶             |
| ۴۵۱          | بخش اسفرورین                      | تاکستان           | قزوین               | ۲۸۸۴۵   | ۱               | ۱             |
| ۴۵۲          | بخش تخت                           | بندرعباس          | هرمزگان             | ۲۸۸۴۲   | ۲               | ۱۲            |
| ۴۵۳          | بخش مرکزی شهرستان جاسک            | جاسک              | هرمزگان             | ۲۸۸۰۷   | ۲               | ۱۱            |
| ۴۵۴          | بخش مرکزی شهرستان هندیجان         | هندیجان           | خوزستان             | ۲۸۷۱۵   | ۱               | ۲             |
| ۴۵۵          | بخش آباده طشک                     | نی ریز            | فارس                | ۲۸۶۶۴   | ۲               | ۳۶            |
| ۴۵۶          | بخش مرکزی شهرستان جم              | جم                | بوشهر               | ۲۸۵۳۵   | ۱               | ۲             |
| ۴۵۷          | بخش شیبکوه                        | فسا               | فارس                | ۲۸۴۲۲   | ۲               | ۱۲            |
| ۴۵۸          | بخش روداب                         | نرماشیر           | کرمان               | ۲۸۳۷۰   | ۴               | ۲۵            |
| ۴۵۹          | بخش چغامیش                        | دزفول             | خوزستان             | ۲۸۳۶۱   | ۳               | ۲۷            |
| ۴۶۰          | بخش سامن                          | ملایر             | همدان               | ۲۸۳۴۶   | ۱               | ۴             |
| ۴۶۱          | بخش گرمخان                        | بجنورد            | خراسان شمالی        | ۲۸۲۵۹   | ۱               | ۲             |
| ۴۶۲          | بخش خزل                           | نهاوند            | همدان               | ۲۸۱۵۶   | ۲               | ۲۷            |
| ۴۶۳          | بخش خشکبیجار                      | رشت               | گیلان               | ۲۸۰۵۱   | ۱               | ۷             |
| ۴۶۴          | بخش دلوار                         | تنگستان           | بوشهر               | ۲۸۰۱۷   | ۱               | ۲             |
| ۴۶۵          | بخش صالح‌آباد (بهار)               | بهار              | همدان               | ۲۷۸۸۴   | ۳               | ۱۶            |
| ۴۶۶          | بخش ایلخچی                        | اسکو              | آذربایجان شرقی      | ۲۷۸۰۸   | ۱               | ۵             |
| ۴۶۷          | بخش سردرود                        | رزن               | همدان               | ۲۷۷۹۶   | ۲               | ۱۵            |
| ۴۶۸          | بخش بن                            | شهرکرد            | چهارمحال و بختیاری  | ۲۷۷۳۱   | ۱               | ۱             |
| ۴۶۹          | بخش مرکزی شهرستان کلیبر           | کلیبر             | آذربایجان شرقی      | ۲۷۶۷۶   | ۲               | ۹             |
| ۴۷۰          | بخش رحیم آباد                     | رودسر             | گیلان               | ۲۷۶۵۳   | ۳               | ۲۶            |
| ۴۷۲          | بخش انگوت                         | گرمی              | اردبیل              | ۲۷۴۹۴   | ۱               | ۱             |
| ۴۷۳          | بخش یامچی                         | مرند              | آذربایجان شرقی      | ۲۷۴۶۸   | ۱               | ۲             |
| ۴۷۴          | بخش اصلاندوز                      | پارس‌آباد          | اردبیل              | ۲۷۴۱۸   | ۱               | ۲             |
| ۴۷۵          | بخش کومله                         | لنگرود            | گیلان               | ۲۷۳۹۴   | ۲               | ۲۹            |
| ۴۷۶          | بخش سجاس‌رود                       | خدابنده           | زنجان               | ۲۷۳۴۴   | ۳               | ۸             |
| ۴۷۷          | بخش رودبست                        | بابلسر            | مازندران            | ۲۷۲۴۴   | ۳               | ۲۳            |
| ۴۷۸          | بخش میان‌ولایت                     | تایباد            | خراسان رضوی         | ۲۷۲۳۶   | ۱               | ۳             |
| ۴۷۹          | بخش بم‌پشت                         | سراوان            | سیستان و بلوچستان   | ۲۷۲۲۱   | ۱               | ۲             |
| ۴۸۰          | بخش مرکزی شهرستان لالی            | لالی              | خوزستان             | ۲۷۱۵۶   | ۱               | ۶             |
| ۴۸۱          | بخش تیکمه‌داش                      | بستان آباد        | آذربایجان شرقی      | ۲۷۰۵۱   | ۱               | ۶             |
| ۴۸۲          | بخش همایجان                       | سپیدان            | فارس                | ۲۷۰۴۸   | ۱               | ۱             |
| ۴۸۳          | بخش رودهن                         | دماوند            | تهران               | ۲۷۰۳۱   | ۲               | ۲۱            |
| ۴۸۴          | بخش کوهسرخ                        | کاشمر             | خراسان رضوی         | ۲۷۰۲۹   | ۱               | ۲۱            |
| ۴۸۵          | بخش مرکزی شهرستان خرم بید         | خرم بید           | فارس                | ۲۶۹۹۶   | ۱               | ۲             |
| ۴۸۶          | بخش مرکزی شهرستان خلیل‌آباد        | خلیل‌آباد          | خراسان رضوی         | ۲۶۷۷۰   | ۱               | ۳             |
| ۴۸۷          | بخش مرکزی شهرستان چادگان          | چادگان            | اصفهان              | ۲۶۷۵۹   | ۱               | ۹             |
| ۴۸۸          | بخش مرکزی شهرستان کمیجان          | کمیجان            | مرکزی               | ۲۶۷۴۹   | ۱               | ۱             |
| ۴۸۹          | بخش مرکزی شهرستان گلوگاه          | گلوگاه            | مازندران            | ۲۶۶۹۴   | ۱               | ۲             |
| ۴۹۰          | بخش مانه                          | مانه و سملقان     | خراسان شمالی        | ۲۶۴۵۹   | ۲               | ۸             |
| ۴۹۱          | بخش بن‌رود                         | اصفهان            | اصفهان              | ۲۶۲۸۵   | ۱               | ۳             |
| ۴۹۲          | بخش زیرکوه                        | قائنات            | خراسان جنوبی        | ۲۶۲۰۳   | ۲               | ۴             |
| ۴۹۳          | بخش توکهور                        | میناب             | هرمزگان             | ۲۶۱۳۳   | ۲               | ۱۱            |
| ۴۹۴          | بخش جوادآباد                      | ورامین            | تهران               | ۲۶۱۰۵   | ۲               | ۲۲            |
| ۴۹۵          | بخش مرکزی شهرستان ماسال           | ماسال             | گیلان               | ۲۶۰۶۳   | ۱               | ۱۰            |
| ۴۹۶          | بخش مرکزی شهرستان سربیشه          | سربیشه            | خراسان جنوبی        | ۲۵۷۸۸   | ۱               | ۲             |
| ۴۹۷          | بخش مرکزی شهرستان طالقان          | طالقان            | البرز               | ۲۵۷۸۱   | ۱               | ۵             |
| ۴۹۸          | بخش میمند                         | فیروزآباد         | فارس                | ۲۵۷۶۵   | ۱               | ۴             |
| ۴۹۹          | بخش دهج                           | شهربابک           | کرمان               | ۲۵۶۴۱   | ۱               | ۸             |
| ۵۰۰          | بخش بندپی غربی                    | بابل              | مازندران            | ۲۵۵۷۷   | ۵               | ۲۹            |
| ۵۰۱          | بخش مهردشت                        | نجف آباد          | اصفهان              | ۲۵۴۸۹   | ۱               | ۵             |
| ۵۰۲          | بخش ساردوئیه                      | جیرفت             | کرمان               | ۲۵۴۸۵   | ۱               | ۲             |
| ۵۰۳          | بخش سیمینه                        | بوکان             | آذربایجان غربی      | ۲۵۴۰۱   | ۱               | ۱             |
| ۵۰۴          | بخش پاتاوه                        | دنا               | کهگیلویه و بویراحمد | ۲۵۳۵۳   | ۱               | ۴             |
| ۵۰۵          | بخش مرکزی شهرستان طارم            | طارم              | زنجان               | ۲۵۲۸۴   | ۱               | ۶             |
| ۵۰۶          | بخش ترکمانچای                     | میانه             | آذربایجان شرقی      | ۲۵۲۸۱   | ۱               | ۱             |
| ۵۰۷          | بخش ششتمد                         | سبزوار            | خراسان رضوی         | ۲۵۲۷۳   | ۲               | ۱۵            |
| ۵۰۸          | بخش انزل                          | ارومیه            | آذربایجان غربی      | ۲۵۲۵۲   | ۴               | ۱۸            |
| ۵۰۹          | بخش تنکمان                        | نظرآباد           | البرز               | ۲۵۱۹۰   | ۲               | ۶             |
| ۵۱۰          | بخش وشمگیر                        | آق قلا            | گلستان              | ۲۵۱۴۹   | ۱               | ۱             |
| ۵۱۱          | بخش چابکسر                        | رودسر             | گیلان               | ۲۵۱۴۶   | ۳               | ۲۰            |
| ۵۱۲          | بخش مرکزی شهرستان بوانات          | بوانات            | فارس                | ۲۵۱۳۶   | ۱               | ۴             |
| ۵۱۳          | بخش آبش احمد                      | کلیبر             | آذربایجان شرقی      | ۲۵۱۲۲   | ۳               | ۲۲            |
| ۵۱۴          | بخش اروندکنار                     | آبادان            | خوزستان             | ۲۵۰۱۰   | ۱               | ۷             |
| ۵۱۵          | بخش چرام                          | کهگیلویه          | کهگیلویه و بویراحمد | ۲۴۹۸۹   | ۱               | ۲             |
| ۵۱۶          | بخش بابل‌کنار                      | بابل              | مازندران            | ۲۴۹۴۶   | ۱               | ۱             |
| ۵۱۷          | بخش خوسف                          | بیرجند            | خراسان جنوبی        | ۲۴۹۲۲   | ۱               | ۳             |
| ۵۱۸          | بخش جلگه‌رخ                        | تربت حیدریه       | خراسان رضوی         | ۲۴۸۸۶   | ۳               | ۳۷            |
| ۵۱۹          | بخش میرزا کوچک جنگلی              | صومعه سرا         | گیلان               | ۲۴۸۶۲   | ۱               | ۴             |
| ۵۲۰          | بخش فیروزآباد                     | کرمانشاه          | کرمانشاه            | ۲۴۸۴۹   | ۱               | ۱             |
| ۵۲۱          | بخش کندوان                        | میانه             | آذربایجان شرقی      | ۲۴۸۲۰   | ۲               | ۲۲            |
| ۵۲۲          | بخش کرگان‌رود                      | طوالش             | گیلان               | ۲۴۸۰۴   | ۱               | ۹             |
| ۵۲۳          | بخش بیستون                        | هرسین             | کرمانشاه            | ۲۴۷۹۳   | ۱               | ۲             |
| ۵۲۴          | بخش مرکزی شهرستان نمین            | نمین              | اردبیل              | ۲۴۷۰۹   | ۱               | ۴             |
| ۵۲۵          | بخش مرکزی شهرستان دیلم            | دیلم              | بوشهر               | ۲۴۶۹۶   | ۱               | ۹             |
| ۵۲۶          | بخش قشلاق‌دشت                      | بیله سوار         | اردبیل              | ۲۴۶۸۵   | ۲               | ۹             |
| ۵۲۷          | بخش چترود                         | کرمان             | کرمان               | ۲۴۶۷۸   | ۲               | ۲۵            |
| ۵۲۸          | بخش نشتا                          | تنکابن            | مازندران            | ۲۴۵۸۳   | ۱               | ۳             |
| ۵۲۹          | بخش آسمینون                       | منوجان            | کرمان               | ۲۴۵۶۱   | ۱               | ۱۰            |
| ۵۳۰          | بخش قطور                          | خوی               | آذربایجان غربی      | ۲۴۴۰۷   | ۲               | ۱۰            |
| ۵۳۱          | بخش شرا                           | همدان             | همدان               | ۲۴۳۴۲   | ۱               | ۳             |
| ۵۳۲          | بخش دشتابی                        | بوئین زهرا        | قزوین               | ۲۴۱۳۹   | ۲               | ۳             |
| ۵۳۳          | بخش مرکزی شهرستان سپیدان          | سپیدان            | فارس                | ۲۴۰۵۹   | ۲               | ۷             |
| ۵۳۴          | بخش معمولان                       | پلدختر            | لرستان              | ۲۳۹۴۱   | ۱               | ۱             |
| ۵۳۵          | بخش ویلکیج                        | نمین              | اردبیل              | ۲۳۹۴۰   | ۱               | ۱             |
| ۵۳۶          | بخش مرکزی شهرستان تفرش            | تفرش              | مرکزی               | ۲۳۹۳۸   | ۱               | ۶             |
| ۵۳۷          | بخش شال                           | بوئین زهرا        | قزوین               | ۲۳۹۳۵   | ۲               | ۲             |
| ۵۳۸          | بخش جبالبارزجنوبی                 | عنبرآباد          | کرمان               | ۲۳۹۱۲   | ۱               | ۳             |
| ۵۳۹          | بخش شیرگاه                        | سوادکوه           | مازندران            | ۲۳۷۵۱   | ۲               | ۲۷            |
| ۵۴۰          | بخش دهدز                          | ایذه              | خوزستان             | ۲۳۷۴۵   | ۱               | ۲             |
| ۵۴۱          | بخش مرحمت آباد                    | میاندوآب          | آذربایجان غربی      | ۲۳۷۰۰   | ۱               | ۳             |
| ۵۴۲          | بخش باروق                         | میاندوآب          | آذربایجان غربی      | ۲۳۶۶۲   | ۲               | ۲۱            |
| ۵۴۳          | بخش مرکزی شهرستان پاسارگاد        | پاسارگاد          | فارس                | ۲۳۶۵۴   | ۱               | ۳۱            |
| ۵۴۴          | بخش خرمدشت                        | تاکستان           | قزوین               | ۲۳۶۴۷   | ۶               | ۲             |
| ۵۴۵          | بخش چاه دادخدا                    | قلعه گنج          | کرمان               | ۲۳۶۴۱   | ۱               | ۶             |
| ۵۴۶          | بخش گوگان                         | آذرشهر            | آذربایجان شرقی      | ۲۳۶۱۶   | ۱               | ۸             |
| ۵۴۷          | بخش اشتهارد                       | کرج               | البرز               | ۲۳۶۰۱   | ۲               | ۷             |
| ۵۴۸          | بخش کاکاوند                       | دلفان             | لرستان              | ۲۳۵۹۸   | ۱               | ۳             |
| ۵۴۹          | بخش هیر                           | اردبیل            | اردبیل              | ۲۳۵۴۷   | ۱               | ۱             |
| ۵۵۰          | بخش فین                           | بندرعباس          | هرمزگان             | ۲۳۵۱۴   | ۲               | ۱۴            |
| ۵۵۱          | بخش فهرج                          | بم                | کرمان               | ۲۳۴۴۲   | ۵               | ۳۱            |
| ۵۵۲          | بخش مرکزی شهرستان ماهنشان         | ماهنشان           | زنجان               | ۲۳۴۲۴   | ۱               | ۵             |
| ۵۵۳          | بخش مرکزی شهرستان سرایان          | سرایان            | خراسان جنوبی        | ۲۳۳۰۲   | ۱               | ۱             |
| ۵۵۴          | بخش لیلان                         | ملکان             | آذربایجان شرقی      | ۲۳۲۳۴   | ۲               | ۲۴            |
| ۵۵۵          | بخش جالق                          | سراوان            | سیستان و بلوچستان   | ۲۳۲۱۱   | ۲               | ۳             |
| ۵۵۶          | بخش امام زاده                     | نطنز              | اصفهان              | ۲۳۲۱۱   | ۱               | ۲۹            |
| ۵۵۷          | بخش پادنا                         | سمیرم             | اصفهان              | ۲۳۲۰۰   | ۱               | ۳             |
| ۵۵۸          | بخش ارژن                          | شیراز             | فارس                | ۲۳۱۶۶   | ۱               | ۱             |
| ۵۵۹          | بخش کورین                         | زاهدان            | سیستان و بلوچستان   | ۲۳۱۳۸   | ۱               | ۲             |
| ۵۶۰          | بخش بشرویه                        | فردوس             | خراسان جنوبی        | ۲۳۰۴۵   | ۱               | ۲             |
| ۵۶۱          | بخش مارگون                        | بویراحمد          | کهگیلویه و بویراحمد | ۲۳۰۱۹   | ۱               | ۳             |
| ۵۶۲          | بخش شادروان                       | شوشتر             | خوزستان             | ۲۳۰۱۰   | ۲               | ۱۵            |
| ۵۶۳          | بخش تخت سلیمان                    | تکاب              | آذربایجان غربی      | ۲۲۹۹۶   | ۲               | ۱۹            |
| ۵۶۴          | بخش مرکزی شهرستان کلات            | کلات              | خراسان رضوی         | ۲۲۹۲۸   | ۱               | ۲             |
| ۵۶۵          | بخش گل تپه                        | کبودراهنگ         | همدان               | ۲۲۹۰۴   | ۲               | ۱۴            |
| ۵۶۶          | بخش کلاترزان                      | سنندج             | کردستان             | ۲۲۸۹۰   | ۱               | ۳             |
| ۵۶۷          | بخش رونیز                         | استهبان           | فارس                | ۲۲۸۰۹   | ۱               | ۳             |
| ۵۶۸          | بخش کاکی                          | دشتی              | بوشهر               | ۲۲۷۹۸   | ۱               | ۴             |
| ۵۶۹          | بخش لاجان                         | پیرانشهر          | آذربایجان غربی      | ۲۲۷۵۷   | ۱               | ۵             |
| ۵۷۰          | بخش فراهان                        | تفرش              | مرکزی               | ۲۲۷۴۲   | ۲               | ۷             |
| ۵۷۱          | بخش قلندرآباد                     | فریمان            | خراسان رضوی         | ۲۲۷۳۴   | ۲               | ۳۵            |
| ۵۷۳          | بخش طاغنکوه                       | نیشابور           | خراسان رضوی         | ۲۲۵۶۲   | ۱               | ۳             |
| ۵۷۴          | بخش بیکاه                         | رودان             | هرمزگان             | ۲۲۵۳۲   | ۱               | ۲             |
| ۵۷۵          | بخش هوراند                        | اهر               | آذربایجان شرقی      | ۲۲۵۲۸   | ۱               | ۱             |
| ۵۷۶          | بخش سراجو                         | مراغه             | آذربایجان شرقی      | ۲۲۴۹۸   | ۱               | ۲۱            |
| ۵۷۷          | بخش صیدون                         | باغ ملک           | خوزستان             | ۲۲۴۱۲   | ۱               | ۴             |
| ۵۷۸          | بخش داورزن                        | سبزوار            | خراسان رضوی         | ۲۲۴۰۶   | ۱               | ۳             |
| ۵۷۹          | بخش لواسانات                      | شمیرانات          | تهران               | ۲۲۲۸۹   | ۱               | ۲۴            |
| ۵۸۰          | بخش آوج                           | بوئین زهرا        | قزوین               | ۲۲۲۷۳   | ۴               | ۱۰            |
| ۵۸۱          | بخش مرکزی شهرستان صدوق            | صدوق              | یزد                 | ۲۲۲۰۰   | ۱               | ۲             |
| ۵۸۲          | بخش مرکزی شهرستان بهمئی           | بهمئی             | کهگیلویه و بویراحمد | ۲۲۱۹۳   | ۱               | ۴             |
| ۵۸۳          | بخش باشت                          | گچساران           | کهگیلویه و بویراحمد | ۲۲۱۷۰   | ۲               | ۷             |
| ۵۸۴          | بخش جناح                          | بستک              | هرمزگان             | ۲۲۱۱۶   | ۲               | ۱۰            |
| ۵۸۵          | بخش بهنمیر                        | بابلسر            | مازندران            | ۲۲۰۹۰   | ۴               | ۲۸            |
| ۵۸۶          | بخش کشکوئیه                       | رفسنجان           | کرمان               | ۲۲۰۴۸   | ۱               | ۱             |
| ۵۸۷          | بخش داشلی‌برون                     | گنبدکاووس         | گلستان              | ۲۱۸۳۹   | ۲               | ۱۹            |
| ۵۸۸          | بخش کوهنانی                       | کوهدشت            | لرستان              | ۲۱۷۸۶   | ۲               | ۹             |
| ۵۸۹          | بخش کوهپایه                       | کوهپایه           | اصفهان              | ۲۱۷۶۰   | ۲               | ۲۲            |
| ۵۹۰          | بخش محمدیار                       | نقده              | آذربایجان غربی      | ۲۱۷۴۴   | ۱               | ۲۰            |
| ۵۹۱          | بخش مرکزی شهرستان دالاهو          | دالاهو            | کرمانشاه            | ۲۱۷۳۴   | ۱               | ۱             |
| ۵۹۲          | بخش شیرین سو                      | کبودراهنگ         | همدان               | ۲۱۷۲۳   | ۳               | ۱۳            |
| ۵۹۳          | بخش چاروسا                        | کهگیلویه          | کهگیلویه و بویراحمد | ۲۱۶۶۰   | ۲               | ۶             |
| ۵۹۴          | بخش کیش                           | بندرلنگه          | هرمزگان             | ۲۱۶۳۷   | ۲               | ۱۶            |
| ۵۹۵          | بخش شاندرمن                       | ماسال             | گیلان               | ۲۱۵۸۵   | ۱               | ۱             |
| ۵۹۶          | بخش میمه                          | برخوار و میمه     | اصفهان              | ۲۱۴۹۱   | ۱               | ۴             |
| ۵۹۷          | بخش مرکزی شهرستان درمیان          | درمیان            | خراسان جنوبی        | ۲۱۴۰۹   | ۱               | ۴             |
| ۵۹۸          | بخش ماهیدشت                       | کرمانشاه          | کرمانشاه            | ۲۱۳۹۹   | ۲               | ۱۱            |
| ۵۹۹          | بخش چندار                         | ساوجبلاغ          | البرز               | ۲۱۲۹۱   | ۱               | ۸             |
| ۶۰۰          | بخش بنت                           | نیک شهر           | سیستان و بلوچستان   | ۲۱۲۵۹   | ۱               | ۱             |
| ۶۰۱          | بخش لنده                          | کهگیلویه          | کهگیلویه و بویراحمد | ۲۱۱۵۱   | ۳               | ۷             |
| ۶۰۲          | بخش ضیاءآباد                      | تاکستان           | قزوین               | ۲۱۱۴۹   | ۳               | ۶             |
| ۶۰۳          | بخش مرکزی شهرستان چاراویماق       | چاراویماق         | آذربایجان شرقی      | ۲۱۱۳۶   | ۱               | ۱             |
| ۶۰۴          | بخش کشاورز                        | شاهین دژ          | آذربایجان غربی      | ۲۱۰۷۰   | ۲               | ۲۵            |
| ۶۰۵          | بخش جزینک                         | زهک               | سیستان و بلوچستان   | ۲۱۰۲۶   | ۱               | ۲             |
| ۶۰۶          | بخش فورگ                          | داراب             | فارس                | ۲۱۰۲۰   | ۱               | ۲             |
| ۶۰۷          | بخش مشگین شرقی                    | مشگین شهر         | اردبیل              | ۲۱۰۰۷   | ۱               | ۳             |
| ۶۰۸          | بخش بشاریات                       | آبیک              | قزوین               | ۲۰۹۸۴   | ۱               | ۴             |
| ۶۰۹          | بخش جرقویه سفلی                   | اصفهان            | اصفهان              | ۲۰۹۷۰   | ۳               | ۱۰            |
| ۶۱۰          | بخش گیل خوران                     | جویبار            | مازندران            | ۲۰۸۷۵   | ۲               | ۲۲            |
| ۶۱۱          | بخش مرکزی شهرستان نطنز            | نطنز              | اصفهان              | ۲۰۷۳۶   | ۲               | ۷             |
| ۶۱۲          | بخش لوندویل                       | آستارا            | گیلان               | ۲۰۷۲۱   | ۲               | ۲۸            |
| ۶۱۳          | بخش مرکزی شهرستان کوثر            | کوثر              | اردبیل              | ۲۰۶۷۴   | ۱               | ۳             |
| ۶۱۴          | بخش دیشموک                        | کهگیلویه          | کهگیلویه و بویراحمد | ۲۰۶۴۶   | ۳               | ۶             |
| ۶۱۵          | بخش سملقان                        | مانه و سملقان     | خراسان شمالی        | ۲۰۶۲۱   | ۳               | ۷             |
| ۶۱۶          | بخش گهواره                        | دالاهو            | کرمانشاه            | ۲۰۵۷۶   | ۲               | ۳             |
| ۶۱۷          | بخش آفتاب                         | تهرلن             | تهران               | ۲۰۵۳۲   | ۳               | ۲۳            |
| ۶۱۸          | بخش نوبران                        | ساوه              | مرکزی               | ۲۰۴۳۰   | ۱               | ۱             |
| ۶۱۹          | بخش سریش‌آباد                      | قروه              | کردستان             | ۲۰۲۶۳   | ۲               | ۷             |
| ۶۲۰          | بخش صفائیه                        | خوی               | آذربایجان غربی      | ۲۰۱۷۲   | ۱               | ۵             |
| ۶۲۱          | بخش مرکزی شهرستان مهران           | مهران             | ایلام               | ۲۰۰۱۹   | ۱               | ۱             |
| ۶۲۲          | بخش دینور                         | صحنه              | کرمانشاه            | ۱۹۹۷۳   | ۱               | ۴             |
| ۶۲۳          | بخش چهاردانگه                     | ساری              | مازندران            | ۱۹۹۶۹   | ۲               | ۳۰            |
| ۶۲۴          | بخش حمیل                          | اسلام‌آباد غرب     | کرمانشاه            | ۱۹۸۷۳   | ۱               | ۲             |
| ۶۲۵          | بخش بام وصفی آباد                 | اسفراین           | خراسان شمالی        | ۱۹۷۷۱   | ۱               | ۸             |
| ۶۲۶          | بخش سنگان                         | خواف              | خراسان رضوی         | ۱۹۷۲۶   | ۳               | ۳۶            |
| ۶۲۷          | بخش بلداجی                        | بروجن             | چهارمحال و بختیاری  | ۱۹۷۰۸   | ۱               | ۶             |
| ۶۲۸          | بخش جویم                          | لارستان           | فارس                | ۱۹۶۰۱   | ۳               | ۳۶            |
| ۶۲۹          | بخش مرکزی شهرستان قصرشیرین        | قصرشیرین          | کرمانشاه            | ۱۹۵۷۴   | ۱               | ۱             |
| ۶۳۰          | بخش جلگه                          | هرند              | اصفهان              | ۱۹۵۲۷   | ۳               | ۸             |
| ۶۳۱          | بخش سندرک                         | میناب             | هرمزگان             | ۱۹۵۰۱   | ۳               | ۱۶            |
| ۶۳۲          | بخش کوشکنار                       | گاوبندی           | هرمزگان             | ۱۹۳۲۸   | ۱               | ۱۷            |
| ۶۳۳          | بخش زاغه                          | خرم‌آباد           | لرستان              | ۱۹۲۷۳   | ۱               | ۴             |
| ۶۳۴          | بخش مرکزی شهرستان کوهرنگ          | کوهرنگ            | چهارمحال و بختیاری  | ۱۹۱۹۸   | ۱               | ۲             |
| ۶۳۵          | بخش الوار گرمسیری                 | اندیمشک           | خوزستان             | ۱۹۱۶۵   | ۱               | ۱۹            |
| ۶۳۶          | بخش گوار                          | گیلانغرب          | کرمانشاه            | ۱۹۰۲۳   | ۱               | ۷             |
| ۶۳۷          | بخش نمشیر                         | بانه              | کردستان             | ۱۹۰۱۸   | ۱               | ۲             |
| ۶۳۸          | بخش مرکزی شهرستان آشتیان          | آشتیان            | مرکزی               | ۱۹۰۱۱   | ۱               | ۷             |
| ۶۳۹          | بخش کرفتو                         | دیواندره          | کردستان             | ۱۸۹۳۸   | ۱               | ۶             |
| ۶۴۰          | بخش سرچهان                        | بوانات            | فارس                | ۱۸۹۳۳   | ۱               | ۳             |
| ۶۴۱          | بخش جلگه زوزن                     | خواف              | خراسان رضوی         | ۱۸۹۲۸   | ۴               | ۳۵            |
| ۶۴۲          | بخش مرکزی شهرستان خاتم            | خاتم              | یزد                 | ۱۸۹۲۲   | ۱               | ۲             |
| ۶۴۳          | بخش آسارا                         | کرج               | البرز               | ۱۸۸۵۶   | ۳               | ۹             |
| ۶۴۴          | بخش سده (قائنات)                  | قائنات            | خراسان جنوبی        | ۱۸۷۹۲   | ۲               | ۷             |
| ۶۴۵          | بخش قلعه چای                      | عجب شیر           | آذربایجان شرقی      | ۱۸۷۲۴   | ۲               | ۲۸            |
| ۶۴۶          | بخش انزاب                         | شبستر             | آذربایجان شرقی      | ۱۸۷۰۸   | ۱               | ۳             |
| ۶۴۷          | بخش اشکنان                        | لامرد             | فارس                | ۱۸۶۸۵   | ۲               | ۴۳            |
| ۶۴۸          | بخش چهاردولی                      | قروه              | کردستان             | ۱۸۶۳۹   | ۳               | ۱۰            |
| ۶۴۹          | بخش کوهمره                        | کازرون            | فارس                | ۱۸۶۳۵   | ۴               | ۳۹            |
| ۶۵۰          | بخش نظرکهریزی                     | هشترود            | آذربایجان شرقی      | ۱۸۶۲۹   | ۱               | ۳             |
| ۶۵۱          | بخش میداود                        | باغ ملک           | خوزستان             | ۱۸۵۸۸   | ۱               | ۳             |
| ۶۵۲          | بخش میلاجرد                       | کمیجان            | مرکزی               | ۱۸۵۴۷   | ۱               | ۳             |
| ۶۵۳          | بخش بوژگان                        | تربت جام          | خراسان رضوی         | ۱۸۴۰۰   | ۳               | ۳۱            |
| ۶۵۴          | بخش نیمبلوک                       | قائنات            | خراسان جنوبی        | ۱۸۳۹۶   | ۱               | ۱             |
| ۶۵۵          | بخش ششطراز                        | خلیل‌آباد          | خراسان رضوی         | ۱۸۲۲۳   | ۱               | ۳             |
| ۶۵۶          | بخش عقیلی                         | گتوند             | خوزستان             | ۱۸۱۰۵   | ۱               | ۷             |
| ۶۵۷          | بخش رامند                         | بوئین زهرا        | قزوین               | ۱۸۰۵۴   | ۴               | ۸             |
| ۶۵۸          | بخش مرکزی شهرستان گاوبندی         | گاوبندی           | هرمزگان             | ۱۸۰۴۱   | ۲               | ۷             |
| ۶۵۹          | بخش سرولایت                       | نیشابور           | خراسان رضوی         | ۱۷۹۶۲   | ۱               | ۵             |
| ۶۶۰          | بخش ایواوغلی                      | خوی               | آذربایجان غربی      | ۱۷۹۱۵   | ۱               | ۱             |
| ۶۶۱          | بخش کیاکلا                        | قائم شهر          | مازندران            | ۱۷۹۱۴   | ۱               | ۱۶            |
| ۶۶۲          | بخش انگوران                       | ماهنشان           | زنجان               | ۱۷۷۹۹   | ۲               | ۸             |
| ۶۶۳          | بخش خلیفان                        | مهاباد            | آذربایجان غربی      | ۱۷۷۴۴   | ۱               | ۲             |
| ۶۶۴          | بخش شهرآباد                       | بردسکن            | خراسان رضوی         | ۱۷۷۱۹   | ۱               | ۵             |
| ۶۶۵          | بخش مشهد مرغاب                    | خرم بید           | فارس                | ۱۷۶۷۳   | ۱               | ۱             |
| ۶۶۶          | بخش چورزق                         | طارم              | زنجان               | ۱۷۶۵۵   | ۱               | ۲             |
| ۶۶۷          | بخش رحمت‌آباد و بلوکات             | رودبار            | گیلان               | ۱۷۶۵۲   | ۱               | ۳             |
| ۶۶۸          | بخش طرهان                         | کوهدشت            | لرستان              | ۱۷۶۴۸   | ۱               | ۱             |
| ۶۶۹          | بخش قلقل رود                      | تویسرکان          | همدان               | ۱۷۶۲۷   | ۲               | ۱۶            |
| ۶۷۰          | بخش رودخانه                       | رودان             | هرمزگان             | ۱۷۶۲۰   | ۱               | ۴             |
| ۶۷۱          | بخش انابد                         | بردسکن            | خراسان رضوی         | ۱۷۵۶۸   | ۲               | ۷             |
| ۶۷۲          | بخش سده (اقلید)                   | اقلید             | فارس                | ۱۷۵۰۷   | ۱               | ۷             |
| ۶۷۳          | بخش خور و بیابانک                 | نائین             | اصفهان              | ۱۷۴۸۸   | ۱               | ۱             |
| ۶۷۴          | بخش کوهین                         | قزوین             | قزوین               | ۱۷۴۱۱   | ۱               | ۹             |
| ۶۷۵          | بخش گیان                          | نهاوند            | همدان               | ۱۷۲۵۳   | ۲               | ۱۵            |
| ۶۷۶          | بخش منج                           | لردگان            | چهارمحال و بختیاری  | ۱۷۲۳۲   | ۱               | ۱             |
| ۶۷۷          | بخش فیروزآباد (سلسله)             | سلسله             | لرستان              | ۱۷۲۰۱   | ۱               | ۶             |
| ۶۷۸          | بخش شیروان                        | شیروان وچرداول    | ایلام               | ۱۷۱۹۷   | ۱               | ۶             |
| ۶۷۹          | بخش سرعین                         | اردبیل            | اردبیل              | ۱۷۱۹۷   | ۲               | ۱۰            |
| ۶۸۰          | بخش قلعه قاضی                     | بندرعباس          | هرمزگان             | ۱۷۱۹۵   | ۱               | ۵             |
| ۶۸۱          | بخش بنارویه                       | لارستان           | فارس                | ۱۷۱۷۴   | ۲               | ۱۶            |
| ۶۸۲          | بخش قره‌پشتلو                      | زنجان             | زنجان               | ۱۷۱۵۳   | ۱               | ۱             |
| ۶۸۳          | بخش سیمکان                        | جهرم              | فارس                | ۱۶۹۷۳   | ۲               | ۴۸            |
| ۶۸۴          | بخش پاپی                          | خرم‌آباد           | لرستان              | ۱۶۸۹۸   | ۲               | ۴             |
| ۶۸۵          | بخش نصرت‌آباد                      | زاهدان            | سیستان و بلوچستان   | ۱۶۸۹۰   | ۱               | ۱             |
| ۶۸۶          | بخش میانکوه                       | اردل              | چهارمحال و بختیاری  | ۱۶۷۸۰   | ۱               | ۲             |
| ۶۸۷          | بخش هیدوچ                         | سراوان            | سیستان و بلوچستان   | ۱۶۷۴۳   | ۱               | ۲             |
| ۶۸۸          | بخش زاوین                         | کلات              | خراسان رضوی         | ۱۶۶۳۲   | ۲               | ۲۲            |
| ۶۸۹          | بخش پائین جام                     | تربت جام          | خراسان رضوی         | ۱۶۵۵۵   | ۴               | ۳۳            |
| ۶۹۰          | بخش مرکزی شهرستان دنا             | دنا               | کهگیلویه و بویراحمد | ۱۶۴۹۸   | ۲               | ۹             |
| ۶۹۱          | بخش بدره                          | دره شهر           | ایلام               | ۱۶۴۷۸   | ۱               | ۲             |
| ۶۹۲          | بخش سارال                         | دیواندره          | کردستان             | ۱۶۴۶۸   | ۲               | ۹             |
| ۶۹۳          | بخش رانکوه                        | املش              | گیلان               | ۱۶۳۹۲   | ۱               | ۱             |
| ۶۹۴          | بخش افشار                         | خدابنده           | زنجان               | ۱۶۳۰۴   | ۴               | ۱۳            |
| ۶۹۵          | بخش موسیان                        | دهلران            | ایلام               | ۱۶۲۷۵   | ۱               | ۳             |
| ۶۹۶          | بخش رودبار شهرستان                | قزوین             | قزوین               | ۱۶۲۵۵   | ۲               | ۲             |
| ۶۹۷          | بخش گندمان                        | بروجن             | چهارمحال و بختیاری  | ۱۶۲۰۳   | ۱               | ۴             |
| ۶۹۸          | بخش گله‌دار                        | مهر               | فارس                | ۱۶۱۹۴   | ۱               | ۲۴            |
| ۶۹۹          | بخش مرزداران                      | سرخس              | خراسان رضوی         | ۱۶۱۲۰   | ۱               | ۳۳            |
| ۷۰۰          | بخش جوکندان                       | طوالش             | گیلان               | ۱۶۰۲۸   | ۵               | ۴۰            |
| ۷۰۱          | بخش یزدان آباد                    | زرند              | کرمان               | ۱۵۹۳۶   | ۱               | ۱             |
| ۷۰۲          | بخش شادمهر                        | مه ولات           | خراسان رضوی         | ۱۵۸۵۷   | ۲               | ۲۹            |
| ۷۰۳          | بخش آبگرم                         | بوئین زهرا        | قزوین               | ۱۵۸۲۳   | ۶               | ۱۲            |
| ۷۰۴          | بخش لیردف                         | جاسک              | هرمزگان             | ۱۵۷۲۷   | ۱               | ۶             |
| ۷۰۵          | بخش حسن‌آباد                       | اقلید             | فارس                | ۱۵۶۹۸   | ۲               | ۵             |
| ۷۰۶          | بخش چشمه‌ساران                     | آزادشهر           | گلستان              | ۱۵۶۴۸   | ۱               | ۱             |
| ۷۰۷          | بخش قطرویه                        | نی ریز            | فارس                | ۱۵۶۰۵   | ۱               | ۲             |
| ۷۰۸          | بخش کلیائی                        | سنقر              | کرمانشاه            | ۱۵۶۰۰   | ۱               | ۱۴            |
| ۷۰۹          | بخش زرآباد                        | کنارک             | سیستان و بلوچستان   | ۱۵۴۹۲   | ۱               | ۲۴            |
| ۷۱۰          | بخش رودبار قصران                  | شمیرانات          | تهران               | ۱۵۴۸۹   | ۲               | ۲۵            |
| ۷۱۰          | بخش آرادان                        | گرمسار            | سمنان               | ۱۵۴۱۸   | ۱               | ۱             |
| ۷۱۱          | بخش طارم سفلی                     | قزوین             | قزوین               | ۱۵۴۰۹   | ۳               | ۱۲            |
| ۷۱۲          | بخش سردار جنگل                    | فومن              | گیلان               | ۱۵۳۳۹   | ۱               | ۲۷            |
| ۷۱۳          | بخش خبوشان                        | فاروج             | خراسان شمالی        | ۱۵۳۳۴   | ۱               | ۱             |
| ۷۱۴          | بخش جعفرآباد                      | قم                | قم                  | ۱۵۳۳۴   | ۱               | ۱             |
| ۷۱۵          | بخش شهداد                         | کرمان             | کرمان               | ۱۵۳۳۳   | ۳               | ۱۳            |
| ۷۱۶          | بخش نالوس                         | اشنویه            | آذربایجان غربی      | ۱۵۳۱۶   | ۱               | ۱             |
| ۷۱۷          | بخش قهستان                        | درمیان            | خراسان جنوبی        | ۱۵۲۹۵   | ۲               | ۱۱            |
| ۷۱۸          | بخش زارچ                          | یزد               | یزد                 | ۱۵۲۳۶   | ۱               | ۱             |
| ۷۱۹          | بخش هلیلان                        | شیروان وچرداول    | ایلام               | ۱۵۱۹۱   | ۱               | ۱             |
| ۷۲۰          | بخش کوزران                        | کرمانشاه          | کرمانشاه            | ۱۵۱۶۲   | ۱               | ۲             |
| ۷۲۱          | بخش جایزان                        | امیدیه            | خوزستان             | ۱۵۱۵۸   | ۱               | ۸             |
| ۷۲۲          | بخش نوکنده                        | بندرگز            | گلستان              | ۱۵۱۳۳   | ۱               | ۲             |
| ۷۲۳          | بخش گزیک                          | درمیان            | خراسان جنوبی        | ۱۵۰۸۹   | ۳               | ۱۲            |
| ۷۲۴          | بخش اطاقور                        | لنگرود            | گیلان               | ۱۵۰۱۰   | ۱               | ۴             |
| ۷۲۵          | بخش فردوس                         | رفسنجان           | کرمان               | ۱۴۹۵۹   | ۳               | ۲۱            |
| ۷۲۶          | بخش علامرودشت                     | لامرد             | فارس                | ۱۴۹۱۵   | ۲               | ۲۷            |
| ۷۲۷          | بخش سیلاخور                       | دورود             | لرستان              | ۱۴۸۹۶   | ۱               | ۵             |
| ۷۲۸          | بخش زیدون                         | بهبهان            | خوزستان             | ۱۴۸۳۹   | ۱               | ۲             |
| ۷۲۹          | بخش کمره                          | خمین              | مرکزی               | ۱۴۷۳۴   | ۱               | ۱۱            |
| ۷۳۰          | بخش لوداب                         | بویراحمد          | کهگیلویه و بویراحمد | ۱۴۶۸۷   | ۱               | ۱             |
| ۷۳۱          | بخش جنگل                          | رشتخوار           | خراسان رضوی         | ۱۴۶۲۶   | ۲               | ۴۴            |
| ۷۳۲          | بخش کهک                           | قم                | قم                  | ۱۴۶۱۷   | ۲               | ۲             |
| ۷۳۳          | بخش روداب                         | سبزوار            | خراسان رضوی         | ۱۴۶۱۱   | ۱               | ۴             |
| ۷۳۴          | بخش خورش رستم                     | خلخال             | اردبیل              | ۱۴۵۷۷   | ۱               | ۱۲            |
| ۷۳۵          | بخش بهاباد                        | بافق              | یزد                 | ۱۴۵۷۷   | ۱               | ۲             |
| ۷۳۶          | بخش ارم                           | دشتستان           | بوشهر               | ۱۴۵۵۱   | ۱               | ۱             |
| ۷۳۷          | بخش مرکزی شهرستان کوهبنان         | کوهبنان           | کرمان               | ۱۴۵۳۵   | ۱               | ۴             |
| ۷۳۸          | بخش نیر                           | تفت               | یزد                 | ۱۴۵۳۱   | ۱               | ۳             |
| ۷۳۹          | بخش سربند                         | شازند             | مرکزی               | ۱۴۴۹۲   | ۱               | ۷             |
| ۷۴۰          | بخش زرین‌دشت                       | نهاوند            | همدان               | ۱۴۴۳۵   | ۳               | ۱۹            |
| ۷۴۱          | بخش زند                           | ملایر             | همدان               | ۱۴۴۲۶   | ۲               | ۱۴            |
| ۷۴۲          | بخش چنگ الماس                     | بیجار             | کردستان             | ۱۴۳۵۷   | ۱               | ۲             |
| ۷۴۳          | بخش کرانی                         | بیجار             | کردستان             | ۱۴۲۷۱   | ۲               | ۲             |
| ۷۴۴          | بخش بازفت                         | کوهرنگ            | چهارمحال و بختیاری  | ۱۴۲۷۰   | ۲               | ۱۳            |
| ۷۴۵          | بخش رستاق                         | داراب             | فارس                | ۱۴۲۴۱   | ۱               | ۹             |
| ۷۴۶          | بخش تازه‌کند                       | پارس‌آباد          | اردبیل              | ۱۴۲۳۵   | ۱               | ۷             |
| ۷۴۷          | بخش کجور                          | نوشهر             | مازندران            | ۱۴۲۰۳   | ۱               | ۱             |
| ۷۴۸          | بخش سرخه                          | سمنان             | سمنان               | ۱۴۱۹۴   | ۱               | ۲             |
| ۷۴۹          | بخش شوسف                          | نهبندان           | خراسان جنوبی        | ۱۴۱۸۳   | ۱               | ۱             |
| ۷۵۰          | بخش هزارجریب                      | نکا               | مازندران            | ۱۴۱۶۵   | ۱               | ۲             |
| ۷۵۱          | بخش فتح‌المبین                     | شوش               | خوزستان             | ۱۴۱۳۵   | ۱               | ۲۰            |
| ۷۵۲          | بخش جرقویه علیا                   | اصفهان            | اصفهان              | ۱۴۰۹۹   | ۱               | ۱             |
| ۷۵۳          | بخش افزر                          | قیروکارزین        | فارس                | ۱۴۰۴۰   | ۱               | ۴۳            |
| ۷۵۴          | بخش کردیان                        | جهرم              | فارس                | ۱۴۰۲۵   | ۲               | ۳۱            |
| ۷۵۵          | بخش راین                          | کرمان             | کرمان               | ۱۳۹۰۳   | ۲               | ۴             |
| ۷۵۶          | بخش تشان                          | بهبهان            | خوزستان             | ۱۳۸۲۹   | ۲               | ۴             |
| ۷۵۷          | بخش قوشخانه                       | شیروان            | خراسان شمالی        | ۱۳۸۱۹   | ۱               | ۱             |
| ۷۵۸          | بخش مرادلو                        | مشگین‌شهر          | اردبیل              | ۱۳۷۵۰   | ۱               | ۴             |
| ۷۵۹          | بخش شاهرود                        | خلخال             | اردبیل              | ۱۳۷۰۱   | ۱               | ۳             |
| ۷۶۰          | بخش شیبکوه                        | بندرلنگه          | هرمزگان             | ۱۳۶۲۰   | ۲               | ۲۱            |
| ۷۶۱          | بخش بزمان                         | ایرانشهر          | سیستان و بلوچستان   | ۱۳۴۰۹   | ۱               | ۸             |
| ۷۶۲          | بخش صحرای باغ                     | لارستان           | فارس                | ۱۳۳۸۹   | ۲               | ۱۵            |
| ۷۶۳          | بخش پاریز                         | سیرجان            | کرمان               | ۱۳۳۸۲   | ۱               | ۳۳            |
| ۷۶۴          | بخش مرکزی شهرستان مهر             | مهر               | فارس                | ۱۳۲۶۵   | ۲               | ۱۳            |
| ۷۶۵          | بخش مشراگه                        | رامشیر            | خوزستان             | ۱۳۲۱۶   | ۱               | ۵             |
| ۷۶۶          | بخش کوخرد                         | بستک              | هرمزگان             | ۱۳۲۰۱   | ۲               | ۱۳            |
| ۷۶۷          | بخش ایوانکی                       | گرمسار            | سمنان               | ۱۳۱۸۷   | ۲               | ۳             |
| ۷۶۸          | بخش آغاجاری                       | بهبهان            | خوزستان             | ۱۳۱۵۵   | ۳               | ۶             |
| ۷۶۹          | بخش کلیجان‌رستاق                   | ساری              | مازندران            | ۱۳۱۴۳   | ۱               | ۱             |
| ۷۷۰          | بخش ایزدخواست                     | زرین دشت          | فارس                | ۱۳۱۲۱   | ۱               | ۷             |
| ۷۷۱          | بخش ویسیان                        | خرم‌آباد           | لرستان              | ۱۳۰۲۹   | ۱               | ۱             |
| ۷۷۲          | بخش فارغان                        | حاجی‌آباد          | هرمزگان             | ۱۳۰۲۴   | ۲               | ۲۳            |
| ۷۷۳          | بخش اسیر                          | مهر               | فارس                | ۱۳۰۲۴   | ۳               | ۳۸            |
| ۷۷۴          | بخش درب گنبد                      | کوهدشت            | لرستان              | ۱۳۰۱۷   | ۴               | ۱۳            |
| ۷۷۵          | بخش بهمن                          | ابرکوه            | یزد                 | ۱۳۰۰۱   | ۱               | ۶             |
| ۷۷۶          | بخش گلباف                         | کرمان             | کرمان               | ۱۴۴۷۳   | ۳               | ۷             |
| ۷۷۷          | بخش موران                         | گرمی              | اردبیل              | ۱۲۹۶۴   | ۱               | ۵             |
| ۷۷۸          | بخش خاروانا                       | ورزقان            | آذربایجان شرقی      | ۱۲۸۷۸   | ۲               | ۲۳            |
| ۷۷۹          | بخش بهمئی گرمسیری                 | بهمئی             | کهگیلویه و بویراحمد | ۱۲۸۷۴   | ۱               | ۲             |
| ۷۸۰          | بخش ریگ                           | گناوه             | بوشهر               | ۱۲۸۲۷   | ۱               | ۲             |
| ۷۸۱          | بخش کویرات                        | آران و بیدگل      | اصفهان              | ۱۲۸۱۱   | ۱               | ۲             |
| ۷۸۲          | بخش شادیان                        | چاراویماق         | آذربایجان شرقی      | ۱۲۷۸۵   | ۱               | ۲             |
| ۷۸۳          | بخش مروست                         | خاتم              | یزد                 | ۱۲۷۷۳   | ۱               | ۵             |
| ۷۸۴          | بخش کلباد                         | گلوگاه            | مازندران            | ۱۲۷۵۶   | ۲               | ۱۶            |
| ۷۸۵          | بخش زواره                         | اردستان           | اصفهان              | ۱۲۷۴۷   | ۲               | ۲۶            |
| ۷۸۶          | بخش دیلمان                        | سیاهکل            | گیلان               | ۱۲۷۲۱   | ۱               | ۱             |
| ۷۸۷          | بخش ارشق                          | مشگین‌شهر          | اردبیل              | ۱۲۶۳۶   | ۳               | ۱۸            |
| ۷۸۸          | بخش مرکزی شهرستان نیر             | نیر               | اردبیل              | ۱۲۶۰۷   | ۱               | ۶             |
| ۷۸۹          | بخش رودبارالموت                   | قزوین             | قزوین               | ۱۲۵۱۹   | ۱               | ۱             |
| ۷۹۰          | بخش ایرندگان                      | خاش               | سیستان و بلوچستان   | ۱۲۴۳۲   | ۱               | ۱             |
| ۷۹۱          | بخش بیرم                          | لارستان           | فارس                | ۱۲۳۸۹   | ۱               | ۱             |
| ۷۹۲          | بخش بوشکان                        | دشتستان           | بوشهر               | ۱۲۲۴۲   | ۱               | ۲             |
| ۷۹۳          | بخش جبالبارز                      | جیرفت             | کرمان               | ۱۲۲۲۵   | ۲               | ۳۰            |
| ۷۹۴          | بخش آشار                          | سرباز             | سیستان و بلوچستان   | ۱۲۰۷۰   | ۲               | ۱۷            |
| ۷۹۵          | بخش زهان                          | قائنات            | خراسان جنوبی        | ۱۱۹۲۶   | ۴               | ۱۴            |
| ۷۹۶          | بخش چوار                          | ایلام             | ایلام               | ۱۱۸۶۰   | ۱               | ۱             |
| ۷۹۷          | بخش کدکن                          | تربت حیدریه       | خراسان رضوی         | ۱۱۸۵۵   | ۲               | ۲۸            |
| ۷۹۸          | بخش خاوومیرآباد                   | مریوان            | کردستان             | ۱۱۸۴۹   | ۱               | ۱۱            |
| ۷۹۹          | بخش کاخک                          | گناباد            | خراسان رضوی         | ۱۱۸۱۴   | ۲               | ۳۷            |
| ۸۰۰          | بخش مود                           | سربیشه            | خراسان جنوبی        | ۱۱۸۰۳   | ۱               | ۳             |
| ۸۰۱          | بخش جاپلق                         | ازنا              | لرستان              | ۱۱۷۸۲   | ۱               | ۸             |
| ۸۰۲          | بخش چاپشلو                        | درگز              | خراسان رضوی         | ۱۱۷۷۴   | ۱               | ۳             |
| ۸۰۳          | بخش سرحد                          | شیروان            | خراسان شمالی        | ۱۱۷۴۶   | ۱               | ۱             |
| ۸۰۴          | بخش نوبندگان                      | فسا               | فارس                | ۱۱۶۷۹   | ۱               | ۲             |
| ۸۰۵          | بخش دستگردان                      | طبس               | یزد                 | ۱۱۶۵۹   | ۱               | ۵             |
| ۸۰۶          | بخش رویدر                         | خمیر              | هرمزگان             | ۱۱۶۲۸   | ۱               | ۴             |
| ۸۰۷          | بخش وراوی                         | مهر               | فارس                | ۱۱۶۱۱   | ۱               | ۲             |
| ۸۰۸          | بخش زز و ماهرو                    | الیگودرز          | لرستان              | ۱۱۴۴۰   | ۱               | ۱۲            |
| ۸۰۹          | بخش بیرانوند                      | خرم‌آباد           | لرستان              | ۱۱۳۷۸   | ۱               | ۲             |
| ۸۱۰          | بخش نوق                           | رفسنجان           | کرمان               | ۱۱۳۶۱   | ۱               | ۲             |
| ۸۱۱          | بخش سه قلعه                       | سرایان            | خراسان جنوبی        | ۱۱۳۳۴   | ۱               | ۲             |
| ۸۱۲          | بخش جغین                          | رودان             | هرمزگان             | ۱۱۲۵۴   | ۱               | ۳             |
| ۸۱۳          | بخش سرفاریاب                      | کهگیلویه          | کهگیلویه و بویراحمد | ۱۱۲۴۹   | ۵               | ۱۲            |
| ۸۱۴          | بخش کاغذکنان                      | میانه             | آذربایجان شرقی      | ۱۱۱۰۱   | ۲               | ۱۳            |
| ۸۱۵          | بخش نوخندان                       | درگز              | خراسان رضوی         | ۱۱۰۹۴   | ۲               | ۴             |
| ۸۱۶          | بخش کوراییم                       | نیر               | اردبیل              | ۱۰۹۶۶   | ۲               | ۱۸            |
| ۸۱۷          | بخش ممقان                         | آذرشهر            | آذربایجان شرقی      | ۱۰۸۷۴   | ۱               | ۴             |
| ۸۱۸          | بخش قمصر                          | کاشان             | اصفهان              | ۱۰۸۱۲   | ۱               | ۲۴            |
| ۸۱۹          | بخش احمدی                         | حاجی‌آباد          | هرمزگان             | ۱۰۸۰۸   | ۲               | ۶             |
| ۸۲۰          | بخش سرشیو (مریوان)                | مریوان            | کردستان             | ۱۰۶۳۲   | ۱               | ۱             |
| ۸۲۱          | بخش یانه‌سر                        | بهشهر             | مازندران            | ۱۰۶۲۵   | ۱               | ۱             |
| ۸۲۲          | بخش عنبران                        | نمین              | اردبیل              | ۱۰۵۹۳   | ۱               | ۱۲            |
| ۸۲۳          | بخش اورامان                       | سروآباد           | کردستان             | ۱۰۵۰۰   | ۱               | ۱۳            |
| ۸۲۴          | بخش خورگام                        | رودبار            | گیلان               | ۱۰۴۶۵   | ۲               | ۱۰            |
| ۸۲۵          | بخش زرین آباد                     | دهلران            | ایلام               | ۱۰۴۰۷   | ۱               | ۲             |
| ۸۲۶          | بخش الوت                          | بانه              | کردستان             | ۱۰۳۹۴   | ۱               | ۴             |
| ۸۲۷          | بخش کبگیان                        | دنا               | کهگیلویه و بویراحمد | ۱۰۳۹۱   | ۳               | ۱۳            |
| ۸۲۸          | بخش لطف‌آباد                       | درگز              | خراسان رضوی         | ۱۰۳۷۴   | ۲               | ۲             |
| ۸۲۹          | بخش سرشیو (سقز)                   | سقز               | کردستان             | ۱۰۳۳۹   | ۱               | ۱۳            |
| ۸۳۰          | بخش برزک                          | کاشان             | اصفهان              | ۱۰۲۶۷   | ۲               | ۲۱            |
| ۸۳۱          | بخش دشمن‌زیاری                     | ممسنی             | فارس                | ۱۰۱۹۶   | ۱               | ۴۰            |
| ۸۳۲          | بخش سراب‌باغ                       | آبدانان           | ایلام               | ۱۰۱۰۲   | ۲               | ۹             |
| ۸۳۳          | بخش باجگیران                      | قوچان             | خراسان رضوی         | ۱۰۰۳۸   | ۱               | ۳             |
| ۸۳۴          | بخش طغرالجرد                      | کوهبنان           | کرمان               | ۹۹۳۰    | ۱               | ۳             |
| ۸۳۵          | بخش ماهورمیلانی                   | ممسنی             | فارس                | ۹۹۱۵    | ۲               | ۳۸            |
| ۸۳۶          | بخش بشارت                         | الیگودرز          | لرستان              | ۹۹۰۷    | ۲               | ۱۷            |
| ۸۳۷          | بخش جلگه شوقان                    | جاجرم             | خراسان شمالی        | ۹۸۴۷    | ۱               | ۱             |
| ۸۳۸          | بخش بستان                         | دشت آزادگان       | خوزستان             | ۹۵۹۶    | ۱               | ۱             |
| ۸۳۹          | بخش خلجستان                       | قم                | قم                  | ۹۵۲۷    | ۳               | ۳             |
| ۸۴۰          | بخش زرنه                          | ایوان             | ایلام               | ۹۵۲۲    | ۲               | ۱۵            |
| ۸۴۱          | بخش لاله‌زار                       | بردسیر            | کرمان               | ۹۴۷۳    | ۱               | ۴             |
| ۸۴۲          | بخش ریز                           | جم                | بوشهر               | ۹۴۶۴    | ۲               | ۹             |
| ۸۴۳          | بخش بردخون                        | دیر               | بوشهر               | ۹۳۶۹    | ۱               | ۶             |
| ۸۴۴          | بخش ننور                          | بانه              | کردستان             | ۹۳۴۵    | ۱               | ۱             |
| ۸۴۵          | بخش خرقان                         | زرندیه            | مرکزی               | ۹۲۷۶    | ۱               | ۳             |
| ۸۴۶          | بخش کلاشی                         | جوانرود           | کرمانشاه            | ۹۲۱۱    | ۱               | ۱۳            |
| ۸۴۷          | بخش دشتک                          | چالدران           | آذربایجان غربی      | ۹۰۶۹    | ۱               | ۶             |
| ۸۴۸          | بخش امیراباد                      | دامغان            | سمنان               | ۹۰۲۶    | ۱               | ۷             |
| ۸۴۹          | بخش نیاسر                         | کاشان             | اصفهان              | ۹۰۰۰    | ۲               | ۲             |
| ۸۵۰          | بخش باینگان                       | پاوه              | کرمانشاه            | ۸۹۸۷    | ۱               | ۲             |
| ۸۵۱          | بخش پشتکوه                        | نی ریز            | فارس                | ۸۸۷۵    | ۱               | ۱۰            |
| ۸۵۲          | بخش سلفچگان                       | قم                | قم                  | ۸۶۰۲    | ۲               | ۲             |
| ۸۵۳          | بخش سیه رود                       | جلفا              | آذربایجان شرقی      | ۸۵۰۷    | ۱               | ۱             |
| ۸۵۴          | بخش حتی                           | لالی              | خوزستان             | ۸۳۹۳    | ۲               | ۲۲            |
| ۸۵۵          | بخش ارجمند                        | فیروزکوه          | تهران               | ۸۳۸۰    | ۲               | ۲۶            |
| ۸۵۶          | بخش بایک                          | تربت حیدریه       | خراسان رضوی         | ۸۳۲۷    | ۳               | ۲۹            |
| ۸۵۷          | بخش دیهوک                         | طبس               | یزد                 | ۸۲۰۰    | ۱               | ۱             |
| ۸۵۸          | بخش خارگ                          | بوشهر             | بوشهر               | ۸۱۹۶    | ۱               | ۸             |
| ۸۵۹          | بخش دودانگه                       | ساری              | مازندران            | ۸۱۴۰    | ۱               | ۲             |
| ۸۶۰          | بخش شاهو                          | روانسر            | کرمانشاه            | ۸۱۱۹    | ۱               | ۱۶            |
| ۸۶۱          | بخش لاریجان                       | آمل               | مازندران            | ۸۰۸۹    | ۱               | ۱۷            |
| ۸۶۲          | بخش نوسود                         | پاوه              | کرمانشاه            | ۷۹۸۴    | ۲               | ۴             |
| ۸۶۳          | بخش عمارلو                        | رودبار            | گیلان               | ۷۹۷۰    | ۲               | ۲             |
| ۸۶۴          | بخش بیارجمند                      | شاهرود            | سمنان               | ۷۸۸۵    | ۳               | ۸             |
| ۸۶۵          | بخش دهرم                          | فراشبند           | فارس                | ۷۸۶۲    | ۱               | ۶             |
| ۸۶۶          | بخش جلگه سنخواست                  | جاجرم             | خراسان شمالی        | ۷۷۹۶    | ۳               | ۱۲            |
| ۸۶۷          | بخش مینو                          | خرمشهر            | خوزستان             | ۷۵۸۲    | ۱               | ۳             |
| ۸۶۸          | بخش کوهساران                      | راور              | کرمان               | ۷۳۹۹    | ۲               | ۲۳            |
| ۸۶۹          | بخش شنبه و طسوج                   | دشتی              | بوشهر               | ۷۳۰۸    | ۳               | ۱۷            |
| ۸۷۰          | بخش چم خلف عیسی                   | هندیجان           | خوزستان             | ۷۲۱۷    | ۲               | ۲۲            |
| ۸۷۱          | بخش محمله                         | خنج               | فارس                | ۷۱۹۹    | ۱               | ۱             |
| ۸۷۲          | بخش ازگله                         | ثلاث باباجانی     | کرمانشاه            | ۷۱۲۵    | ۱               | ۳             |
| ۸۷۳          | بخش چنارود                        | چادگان            | اصفهان              | ۶۹۲۵    | ۱               | ۸             |
| ۸۷۴          | بخش کلات                          | آبدانان           | ایلام               | ۶۸۱۲    | ۲               | ۴             |
| ۸۷۵          | بخش فیروز                         | کوثر              | اردبیل              | ۶۷۹۸    | ۲               | ۲۰            |
| ۸۷۶          | بخش بلده                          | نور               | مازندران            | ۶۵۹۴    | ۱               | ۱۸            |
| ۸۷۷          | بخش حلب                           | ایجرود            | زنجان               | ۶۳۴۲    | ۱               | ۸             |
| ۸۷۸          | بخش هخامنش                        | پاسارگاد          | فارس                | ۶۱۷۱    | ۱               | ۳             |
| ۸۷۹          | بخش خضرآباد                       | صدوق              | یزد                 | ۵۸۷۲    | ۱               | ۲             |
| ۸۸۰          | بخش هرمز                          | قشم               | هرمزگان             | ۵۶۹۹    | ۱               | ۱             |
| ۸۸۱          | بخش ماژین                         | دره شهر           | ایلام               | ۴۸۸۵    | ۱               | ۷             |
| ۸۸۲          | بخش عقدا                          | اردکان            | یزد                 | ۴۵۷۸    | ۱               | ۳             |
| ۸۸۳          | بخش امام حسن                      | دیلم              | بوشهر               | ۴۳۸۳    | ۲               | ۱۸            |
| ۸۸۴          | بخش صالح‌آباد (مهران)              | مهران             | ایلام               | ۳۸۵۹    | ۱               | ۳             |
| ۸۸۵          | بخش خرانق                         | اردکان            | یزد                 | ۳۱۹۵    | ۲               | ۴             |
| ۸۸۶          | بخش انارک                         | نائین             | اصفهان              | ۲۹۰۴    | ۲               | ۲۱            |
| ۸۸۷          | بخش مرکزی شهرستان ابوموسی         | ابوموسی           | هرمزگان             | ۱۷۰۵    | ۱               | ۱۹            |
| ۸۸۸          | بخش سومار                         | قصرشیرین          | کرمانشاه            | ۲۴۷     | ۲               | ۱۸            |
| ۸۸۹          | بخش تنب                           | ابوموسی           | هرمزگان             | ۱۵۵     | ۲               | ۳             |